# Handball-Weltmeisterschaft der Männer 2017

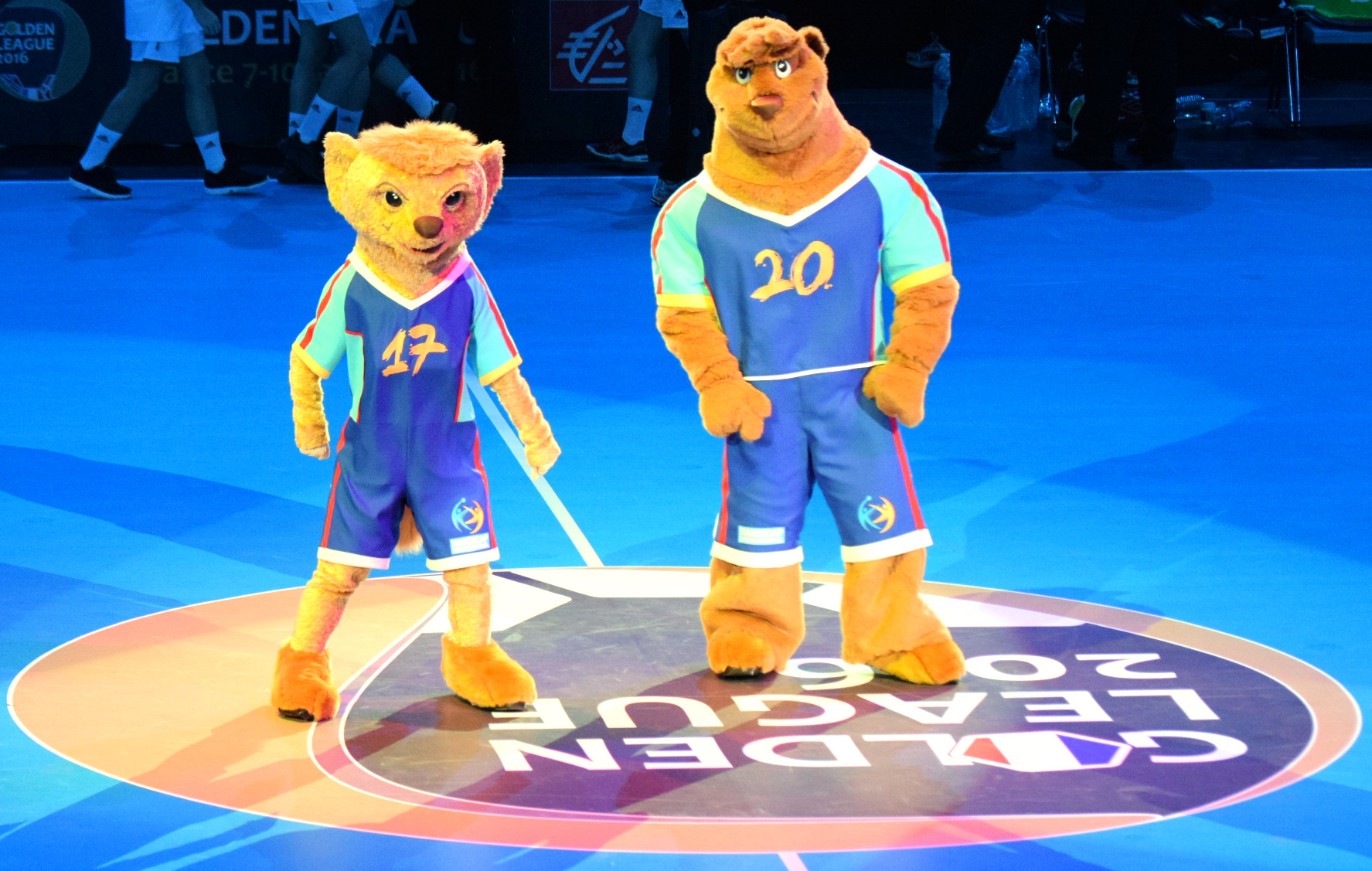
Die Maskottchen Rok und Koolette der Handball-Weltmeisterschaft 2017

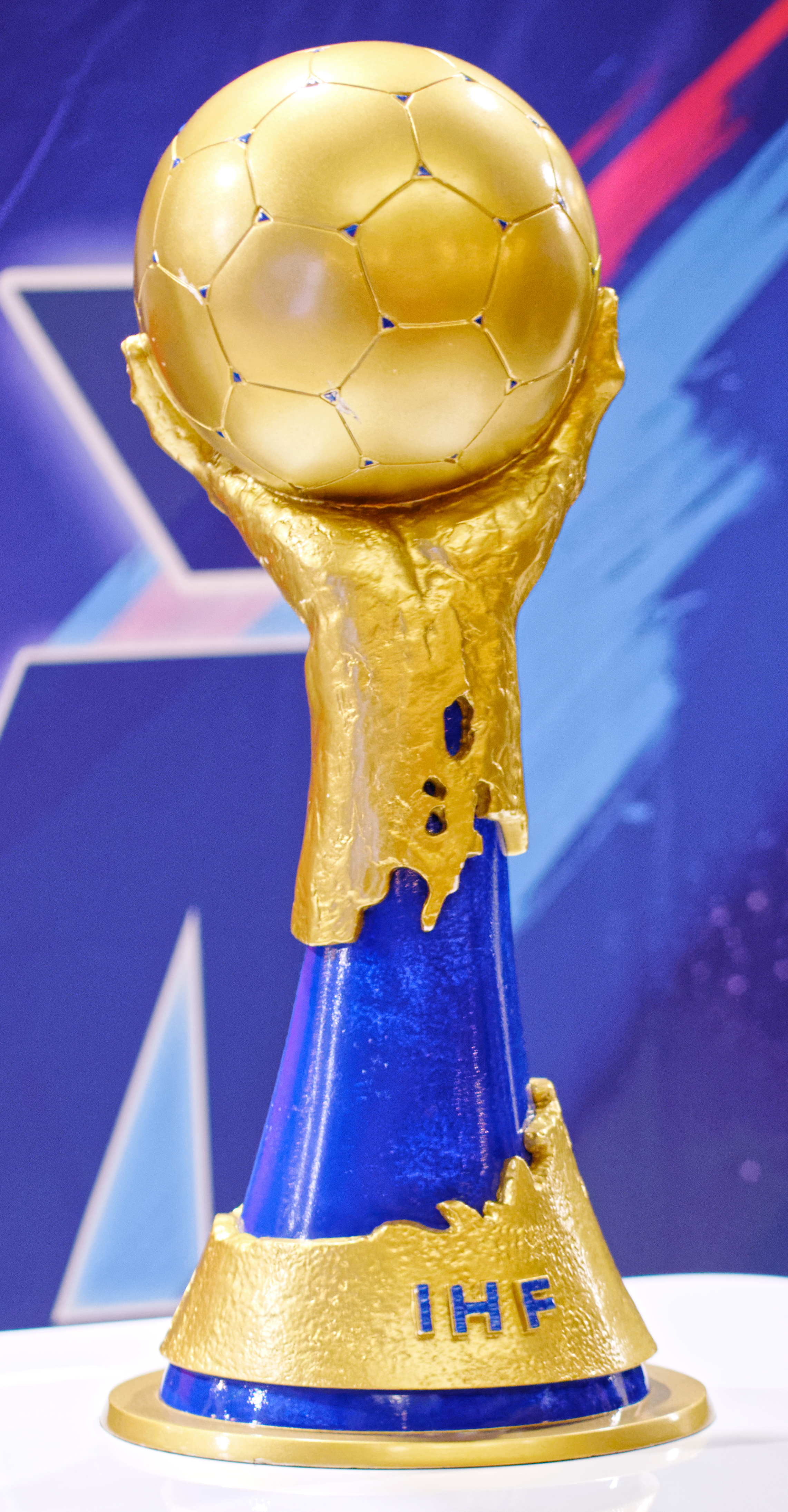
Die Weltmeister-Trophäe.

Die 25. Handball-Weltmeisterschaft der Männer wurde vom 11. bis 29. Januar 2017 in Frankreich ausgetragen.
Die französische Mannschaft, die als Titelverteidiger antrat, setzte sich im Finale mit 33:26 (18:17) Toren gegen Norwegen durch und gewann ihren insgesamt sechsten Titel. Den dritten Platz sicherte sich die slowenische Auswahl mit 31:30 (13:18) gegen Kroatien.

## Gastgeber
Der Internationale Handball-Verband (IHF) hat am 15. Dezember 2011 bei der Ratssitzung in São Paulo die Weltmeisterschaften 2017 vergeben. Die 25. Titelkämpfe der Herren finden nach 1970 und 2001 zum dritten Mal in Frankreich statt.
Bewerber um die Austragung der Weltmeisterschaft waren die Handballverbände Dänemarks und Frankreichs.

## Austragungsorte
Als Austragungsorte waren vorgesehen: Aix-en-Provence, Bordeaux, Lille, Paris (Bercy Arena), Dunkerque, Lyon, Montpellier und Nantes sowie die neu zu errichtende Arena in Nanterre für das Finalwochenende. Anfang April 2015 schied Aix-en-Provence als Spielort aus, da dort keine neue Halle gebaut wird.
Die Spiele sind in folgenden Hallen ausgetragen worden:
| Albertville |

| Brest |

| Lille |

| Metz |

| Montpellier |

| Nantes |

| Paris |

| Rouen |

| Albertville |

| Brest |

| Lille |

| Metz |

| Montpellier |

| Nantes |

| Paris |

| Rouen |

## Teilnehmer

### Qualifikation
An dem Turnier nahmen 24 Mannschaften teil. Automatisch qualifiziert sind der Weltmeister 2015 und Frankreich als Gastgeber. Da Frankreich als Veranstalter bereits qualifiziert war, ging der freie Platz an den Vizeweltmeister. Die restlichen 22 Startplätze bei der Endrunde wurden an 12 Teams aus Europa und je drei aus Asien, Afrika und Amerika vergeben. Der letzte Teilnehmer wurde in einer interkontinentalen Relegation zwischen Ozeanien, Amerika, Asien und Afrika ermittelt.

### Liste der Teilnehmer
Die nachfolgend aufgeführten Mannschaften haben an der Weltmeisterschaft in Frankreich teilgenommen. Die Tabelle zeigt zudem das Datum der Qualifizierung, den Kontinentalverband und die Anzahl der bisherigen Weltmeisterschaftsteilnahmen.
| Land          | Kontinent (Verband) | Qualifiziert als                     | Datum der Qualifikation | Anzahl Teilnahmen | Bisherige Teilnahmen an Weltmeisterschaften (fett = Weltmeister in dem jeweiligen Jahr)                                                          |
| ------------- | ------------------- | ------------------------------------ | ----------------------- | ----------------- | --- |
| Frankreich    | Europa (EHF)        | Gastgeber                            | 15. Dez. 2011           | 20                | 1954, 1958, 1961, 1964, 1967, 1970, 1978, 1990, 1993, 1995, 1997, 1999, 2001, 2003, 2005, 2007, 2009, 2011, 2013, 2015                           |
| Katar         | Asien (AHF)         | Vize-Weltmeister 2015                | 1. Feb. 2015            | 5                 | 2003, 2005, 2007, 2013, 2015 |
| Bahrain       | Asien (AHF)         | 2. der Asienmeisterschaft 2016       | 24. Jan. 2016           | 1                 | 2011 |
| Japan         | Asien (AHF)         | 3. der Asienmeisterschaft 2016       | 24. Jan. 2016           | 12                | 1961, 1964, 1967, 1970, 1974, 1978, 1982, 1990, 1995, 1997, 2005, 2011                                                                           |
| Saudi-Arabien | Asien (AHF)         | 4. der Asienmeisterschaft 2016       | 24. Jan. 2016           | 7                 | 1997, 1999, 2001, 2003, 2009, 2013, 2015 |
| Deutschland   | Europa (EHF)        | Europameister 2016                   | 29. Jan. 2016           | 23                | 1938, 1954 1, 1958 1, 1961 1, 1964, 1967, 1970, 1974, 1978, 1982, 1986, 1990 4, 1993, 1995, 1999, 2001, 2003, 2005, 2007, 2009, 2011, 2013, 2015 |
| Spanien       | Europa (EHF)        | 2. der Europameisterschaft 2016      | 29. Jan. 2016           | 18                | 1958, 1974, 1978, 1982, 1986, 1990, 1993, 1995, 1997, 1999, 2001, 2003, 2005, 2007, 2009, 2011, 2013, 2015                                       |
| Kroatien      | Europa (EHF)        | 3. der Europameisterschaft 2016      | 31. Jan. 2016           | 11 2              | 1995, 1997, 1999, 2001, 2003, 2005, 2007, 2009, 2011, 2013, 2015                                                                                 |
| Ägypten       | Afrika (CAHB)       | Afrikameister 2016                   | 29. Jan. 2016           | 13                | 1964, 1993, 1995, 1997, 1999, 2001, 2003, 2005, 2007, 2009, 2011, 2013, 2015                                                                     |
| Tunesien      | Afrika (CAHB)       | 2. der Afrikameisterschaft 2016      | 29. Jan. 2016           | 12                | 1967, 1995, 1997, 1999, 2001, 2003, 2005, 2007, 2009, 2011, 2013, 2015                                                                           |
| Angola        | Afrika (CAHB)       | 3. der Afrikameisterschaft 2016      | 30. Jan. 2016           | 2                 | 2005, 2007 |
| Schweden      | Europa (EHF)        | Play-off-Sieger                      | 15. Juni 2016           | 22                | 1938, 1954, 1958, 1961, 1964, 1967, 1970, 1974, 1978, 1982, 1986, 1990, 1993, 1995, 1997, 1999, 2001, 2003, 2005, 2009, 2011, 2015               |
| Mazedonien    | Europa (EHF)        | Play-off-Sieger                      | 15. Juni 2016           | 4 2               | 1999, 2009, 2013, 2015 |
| Polen         | Europa (EHF)        | Play-off-Sieger                      | 15. Juni 2016           | 14                | 1958, 1967, 1970, 1974, 1978, 1982, 1986, 1990, 2003, 2007, 2009, 2011, 2013, 2015                                                               |
| Russland      | Europa (EHF)        | Play-off-Sieger                      | 15. Juni 2016           | 19 3              | 1964, 1967, 1970, 1974, 1978, 1982, 1986, 1990, 1993, 1995, 1997, 1999, 2001, 2003, 2005, 2007, 2009, 2013, 2015                                 |
| Ungarn        | Europa (EHF)        | Play-off-Sieger                      | 15. Juni 2016           | 18                | 1958, 1964, 1967, 1970, 1974, 1978, 1982, 1986, 1990, 1993, 1995, 1997, 1999, 2003, 2007, 2009, 2011, 2013                                       |
| Slowenien     | Europa (EHF)        | Play-off-Sieger                      | 15. Juni 2016           | 6 2               | 2001, 2003, 2005, 2007, 2013, 2015 |
| Belarus       | Europa (EHF)        | Play-off-Sieger                      | 15. Juni 2016           | 3                 | 1995, 2013, 2015 |
| Dänemark      | Europa (EHF)        | Play-off-Sieger                      | 15. Juni 2016           | 21                | 1938, 1954, 1958, 1961, 1964, 1967, 1970, 1974, 1978, 1982, 1986, 1993, 1995, 1999, 2003, 2005, 2007, 2009, 2011, 2013, 2015                     |
| Island        | Europa (EHF)        | Play-off-Sieger                      | 16. Juni 2016           | 18                | 1961, 1964, 1970, 1974, 1978, 1986, 1990, 1993, 1995, 1997, 2001, 2003, 2005, 2007, 2011, 2013, 2015                                             |
| Brasilien     | Panamerika (PATHF)  | Panamerika-Meister 2016              | 19. Juni 2016           | 12                | 1958, 1995, 1997, 1999, 2001, 2003, 2005, 2007, 2009, 2011, 2013, 2015                                                                           |
| Chile         | Panamerika (PATHF)  | 2. der Panamerika-Meisterschaft 2016 | 19. Juni 2016           | 3                 | 2011, 2013, 2015 |
| Argentinien   | Panamerika (PATHF)  | 3. der Panamerika-Meisterschaft 2016 | 19. Juni 2016           | 10                | 1997, 1999, 2001, 2003, 2005, 2007, 2009, 2011, 2013, 2015                                                                                       |
| Norwegen      | Europa (EHF)        | Wildcard                             | 21. Juni 2016           | 13                | 1958, 1961, 1964, 1967, 1970, 1993, 1997, 1999, 2001, 2005, 2007, 2009, 2011                                                                     |

## Gruppenauslosung
Die Auslosung der Vorrundengruppen der Handball-Weltmeisterschaft 2017 fand am 23. Juni 2016 um 14 Uhr im Hôtel de Ville in Paris statt. Die 24 qualifizierten Mannschaften wurden in vier Gruppen mit jeweils sechs Teams aufgeteilt.
Lostöpfe
| Topf 1                                       | Topf 2                                    | Topf 3                                       | Topf 4                                  | Topf 5                               | Topf 6                                            |
| -------------------------------------------- | ----------------------------------------- | -------------------------------------------- | --------------------------------------- | ------------------------------------ | ------------------------------------------------- |
| - Frankreich - Katar - Deutschland - Spanien | - Kroatien - Slowenien - Dänemark - Polen | - Schweden - Russland - Belarus - Mazedonien | - Ungarn - Island - Brasilien - Ägypten | - Tunesien - Chile - Bahrain - Japan | - Argentinien - Angola - Saudi-Arabien - Norwegen |

Ausgeloste Gruppen
Die Auslosung ergab folgende Gruppen:
| Gruppe A Nantes                                                | Gruppe B Metz                                                   | Gruppe C Rouen                                                      | Gruppe D Paris                                                  |
| -------------------------------------------------------------- | --------------------------------------------------------------- | ------------------------------------------------------------------- | --------------------------------------------------------------- |
| - Frankreich - Polen - Russland - Brasilien - Japan - Norwegen | - Spanien - Slowenien - Mazedonien - Island - Tunesien - Angola | - Deutschland - Kroatien - Belarus - Ungarn - Chile - Saudi-Arabien | - Katar - Dänemark - Schweden - Ägypten - Bahrain - Argentinien |

## Spielplan
Die Vorrunde begann am 11. Januar 2017 mit dem Eröffnungsspiel Frankreich gegen Brasilien in der AccorHotels Arena in Paris. Für die restlichen 22 Teams begann das Turnier einen Tag später. Die Vorrunde wurde in vier Gruppen à sechs Mannschaften gespielt; die einzelnen Gruppen spielten in der AccorHotels Arena, in der Arènes de Metz, in der Exponantes Hall XXL und in der Kindarena.

### Vorrunde
Die Uhrzeiten der Vorrunden-Spiele sind hier und auf der WM-Homepage in MEZ angegeben.

#### Wertungskriterien
Bei den Vorrundenspielen handelte es sich um Punktspiele. Dabei bekam die Mannschaft pro Sieg 2 Punkte und bei einem Unentschieden 1 Punkt. Keine Punkte gab es bei einer Niederlage.
Bei Punktgleichheit von zwei oder mehr Mannschaften entschieden nach Abschluss der Vorrunde folgende Kriterien über die Platzierung:
1. höhere Anzahl Punkte in den Direktbegegnungen der punktgleichen Teams;
2. bessere Tordifferenz in den Direktbegegnungen der punktgleichen Teams;
3. höhere Anzahl Tore in den Direktbegegnungen der punktgleichen Teams;
4. bessere Tordifferenz aus allen Gruppenspielen;
5. höhere Anzahl Tore aus allen Gruppenspielen;
6. das Los.

Legende

#### Gruppe A
| Pl. | Land       | Sp. | S | U | N | Tore      | Diff. | Punkte |
| --- | ---------- | --- | - | - | - | --------- | ----- | ------ |
| 1.  | Frankreich | 5   | 5 | 0 | 0 | 0154:1120 | +42   | 10     |
| 2.  | Norwegen   | 5   | 4 | 0 | 1 | 0155:1240 | +31   | 8      |
| 3.  | Russland   | 5   | 3 | 0 | 2 | 0139:1360 | +3    | 6      |
| 4.  | Brasilien  | 5   | 2 | 0 | 3 | 0121:1460 | −25   | 4      |
| 5.  | Polen      | 5   | 1 | 0 | 4 | 0115:1250 | −10   | 2      |
| 6.  | Japan      | 5   | 0 | 0 | 5 | 0120:1610 | −41   | 0      |

| 11. Januar 2017 20:45 Uhr | Frankreich                  | 31:16        | Brasilien                       | AccorHotels Arena, Paris Zuschauer: 15.609 Schiedsrichter: Bojan Lah, David Sok |
| 11. Januar 2017 20:45 Uhr | meiste Tore: Porte (6 Tore) | (17:7)       | meiste Tore: de Toledo (5 Tore) | AccorHotels Arena, Paris Zuschauer: 15.609 Schiedsrichter: Bojan Lah, David Sok |
| 11. Januar 2017 20:45 Uhr | Strafen: 2× 4×              | Spielbericht | Strafen: 3×                     | AccorHotels Arena, Paris Zuschauer: 15.609 Schiedsrichter: Bojan Lah, David Sok |

| 12. Januar 2017 17:45 Uhr | Russland                                            | 39:29        | Japan                       | Exponantes Hall XXL, Nantes Zuschauer: 4.867 Schiedsrichter: Majid Kolahdouzan, Alireza Mousaviannazhad |
| 12. Januar 2017 17:45 Uhr | meiste Tore: Atman, Dibirow, Schischkarjow (6 Tore) | (18:15)      | meiste Tore: Shida (7 Tore) | Exponantes Hall XXL, Nantes Zuschauer: 4.867 Schiedsrichter: Majid Kolahdouzan, Alireza Mousaviannazhad |
| 12. Januar 2017 17:45 Uhr | Strafen: 2× 3×                                      | Spielbericht | Strafen: 3×                 | Exponantes Hall XXL, Nantes Zuschauer: 4.867 Schiedsrichter: Majid Kolahdouzan, Alireza Mousaviannazhad |

| 12. Januar 2017 20:45 Uhr | Polen                        | 20:22        | Norwegen                     | Exponantes Hall XXL, Nantes Zuschauer: 5.356 Schiedsrichter: Arthur Brunner, Morad Salah |
| 12. Januar 2017 20:45 Uhr | meiste Tore: Daszek (7 Tore) | (10:12)      | meiste Tore: Hansen (6 Tore) | Exponantes Hall XXL, Nantes Zuschauer: 5.356 Schiedsrichter: Arthur Brunner, Morad Salah |
| 12. Januar 2017 20:45 Uhr | Strafen: 2× 3×               | Spielbericht | Strafen: 4× 6×               | Exponantes Hall XXL, Nantes Zuschauer: 5.356 Schiedsrichter: Arthur Brunner, Morad Salah |

| 13. Januar 2017 17:45 Uhr | Japan                        | 19:31        | Frankreich                     | Exponantes Hall XXL, Nantes Zuschauer: 10.500 Schiedsrichter: Arthur Brunner, Morad Salah |
| 13. Januar 2017 17:45 Uhr | meiste Tore: Uegaki (5 Tore) | (9:17)       | meiste Tore: Fabregas (7 Tore) | Exponantes Hall XXL, Nantes Zuschauer: 10.500 Schiedsrichter: Arthur Brunner, Morad Salah |
| 13. Januar 2017 17:45 Uhr | Strafen: 2×                  | Spielbericht | Strafen: 3× 2×                 | Exponantes Hall XXL, Nantes Zuschauer: 10.500 Schiedsrichter: Arthur Brunner, Morad Salah |

| 14. Januar 2017 14:45 Uhr | Brasilien                       | 28:24        | Polen                            | Exponantes Hall XXL, Nantes Zuschauer: 10.171 Schiedsrichter: Václav Horáček, Jiří Novotný |
| 14. Januar 2017 14:45 Uhr | meiste Tore: de Toledo (8 Tore) | (16:11)      | meiste Tore: Paczkowski (6 Tore) | Exponantes Hall XXL, Nantes Zuschauer: 10.171 Schiedsrichter: Václav Horáček, Jiří Novotný |
| 14. Januar 2017 14:45 Uhr | Strafen: 3×                     | Spielbericht | Strafen: 1×                      | Exponantes Hall XXL, Nantes Zuschauer: 10.171 Schiedsrichter: Václav Horáček, Jiří Novotný |

| 14. Januar 2017 17:45 Uhr | Norwegen                       | 28:24        | Russland                     | Exponantes Hall XXL, Nantes Zuschauer: 9.812 Schiedsrichter: Martin Gjeding, Mads Hansen |
| 14. Januar 2017 17:45 Uhr | meiste Tore: Bjørnsen (7 Tore) | (15:11)      | meiste Tore: Soroka (8 Tore) | Exponantes Hall XXL, Nantes Zuschauer: 9.812 Schiedsrichter: Martin Gjeding, Mads Hansen |
| 14. Januar 2017 17:45 Uhr | Strafen: 2×                    | Spielbericht | Strafen: 3× 4×               | Exponantes Hall XXL, Nantes Zuschauer: 9.812 Schiedsrichter: Martin Gjeding, Mads Hansen |

| 15. Januar 2017 17:45 Uhr | Frankreich                                    | 31:28        | Norwegen                      | Exponantes Hall XXL, Nantes Zuschauer: 10.500 Schiedsrichter: Majid Kolahdouzan, Alireza Mousaviannazhad |
| 15. Januar 2017 17:45 Uhr | meiste Tore: Karabatić, Mahé, Remili (5 Tore) | (16:12)      | meiste Tore: Sagosen (7 Tore) | Exponantes Hall XXL, Nantes Zuschauer: 10.500 Schiedsrichter: Majid Kolahdouzan, Alireza Mousaviannazhad |
| 15. Januar 2017 17:45 Uhr | Strafen: 3× 5× 1×                             | Spielbericht | Strafen: 3× 7× 1×             | Exponantes Hall XXL, Nantes Zuschauer: 10.500 Schiedsrichter: Majid Kolahdouzan, Alireza Mousaviannazhad |

| 15. Januar 2017 20:45 Uhr | Brasilien                     | 27:24        | Japan                        | Exponantes Hall XXL, Nantes Zuschauer: 8.326 Schiedsrichter: Martin Gjeding, Mads Hansen |
| 15. Januar 2017 20:45 Uhr | meiste Tore: Langaro (8 Tore) | (14:12)      | meiste Tore: Tokuda (7 Tore) | Exponantes Hall XXL, Nantes Zuschauer: 8.326 Schiedsrichter: Martin Gjeding, Mads Hansen |
| 15. Januar 2017 20:45 Uhr | Strafen: 1× 2×                | Spielbericht | Strafen: 3× 2×               | Exponantes Hall XXL, Nantes Zuschauer: 8.326 Schiedsrichter: Martin Gjeding, Mads Hansen |

| 16. Januar 2017 20:45 Uhr | Polen                        | 20:24        | Russland                       | Exponantes Hall XXL, Nantes Zuschauer: 4.961 Schiedsrichter: Václav Horáček, Jiří Novotný |
| 16. Januar 2017 20:45 Uhr | meiste Tore: Gębala (4 Tore) | (9:13)       | meiste Tore: Kowaljow (7 Tore) | Exponantes Hall XXL, Nantes Zuschauer: 4.961 Schiedsrichter: Václav Horáček, Jiří Novotný |
| 16. Januar 2017 20:45 Uhr | Strafen: 2× 5× 1×            | Spielbericht | Strafen: 1× 3×                 | Exponantes Hall XXL, Nantes Zuschauer: 4.961 Schiedsrichter: Václav Horáček, Jiří Novotný |

| 17. Januar 2017 14:00 Uhr | Norwegen                      | 39:26        | Brasilien                            | Exponantes Hall XXL, Nantes Zuschauer: 5.943 Schiedsrichter: Václav Horáček, Jiří Novotný |
| 17. Januar 2017 14:00 Uhr | meiste Tore: Sagosen (7 Tore) | (18:13)      | meiste Tore: Pozzer, Ciuffa (6 Tore) | Exponantes Hall XXL, Nantes Zuschauer: 5.943 Schiedsrichter: Václav Horáček, Jiří Novotný |
| 17. Januar 2017 14:00 Uhr | Strafen: 2× 3×                | Spielbericht | Strafen: 1× 6×                       | Exponantes Hall XXL, Nantes Zuschauer: 5.943 Schiedsrichter: Václav Horáček, Jiří Novotný |

| 17. Januar 2017 17:45 Uhr | Polen                        | 26:25        | Japan                       | Exponantes Hall XXL, Nantes Zuschauer: 8.655 Schiedsrichter: Arthur Brunner, Morad Salah |
| 17. Januar 2017 17:45 Uhr | meiste Tore: Daszek (5 Tore) | (9:11)       | meiste Tore: Shida (9 Tore) | Exponantes Hall XXL, Nantes Zuschauer: 8.655 Schiedsrichter: Arthur Brunner, Morad Salah |
| 17. Januar 2017 17:45 Uhr | Strafen: 3× 4×               | Spielbericht | Strafen: 2× 1×              | Exponantes Hall XXL, Nantes Zuschauer: 8.655 Schiedsrichter: Arthur Brunner, Morad Salah |

| 17. Januar 2017 20:45 Uhr | Russland                            | 24:35        | Frankreich                    | Exponantes Hall XXL, Nantes Zuschauer: 10.500 Schiedsrichter: Martin Gjeding, Mads Hansen |
| 17. Januar 2017 20:45 Uhr | meiste Tore: Schischkarjow (6 Tore) | (11:16)      | meiste Tore: Dipanda (8 Tore) | Exponantes Hall XXL, Nantes Zuschauer: 10.500 Schiedsrichter: Martin Gjeding, Mads Hansen |
| 17. Januar 2017 20:45 Uhr | Strafen: 1× 3×                      | Spielbericht | Strafen: 2×                   | Exponantes Hall XXL, Nantes Zuschauer: 10.500 Schiedsrichter: Martin Gjeding, Mads Hansen |

| 19. Januar 2017 14:00 Uhr | Russland                                  | 28:24        | Brasilien                                     | Exponantes Hall XXL, Nantes Zuschauer: 5.197 Schiedsrichter: Martin Gjeding, Mads Hansen |
| 19. Januar 2017 14:00 Uhr | meiste Tore: Derewen, Schelmenko (5 Tore) | (14:15)      | meiste Tore: Toledo, Pozzer, Langaro (5 Tore) | Exponantes Hall XXL, Nantes Zuschauer: 5.197 Schiedsrichter: Martin Gjeding, Mads Hansen |
| 19. Januar 2017 14:00 Uhr | Strafen: 2× 5× 1×                         | Spielbericht | Strafen: 1× 4×                                | Exponantes Hall XXL, Nantes Zuschauer: 5.197 Schiedsrichter: Martin Gjeding, Mads Hansen |

| 19. Januar 2017 17:45 Uhr | Frankreich                   | 26:25        | Polen                                   | Exponantes Hall XXL, Nantes Zuschauer: 10.500 Schiedsrichter: Arthur Brunner, Morad Salah |
| 19. Januar 2017 17:45 Uhr | meiste Tore: Nyokas (7 Tore) | (13:13)      | meiste Tore: Gębala, Krajewski (5 Tore) | Exponantes Hall XXL, Nantes Zuschauer: 10.500 Schiedsrichter: Arthur Brunner, Morad Salah |
| 19. Januar 2017 17:45 Uhr | Strafen: 2× 3×               | Spielbericht | Strafen: 2× 3×                          | Exponantes Hall XXL, Nantes Zuschauer: 10.500 Schiedsrichter: Arthur Brunner, Morad Salah |

| 19. Januar 2017 20:45 Uhr | Japan                        | 23:38        | Norwegen                     | Exponantes Hall XXL, Nantes Zuschauer: 3.621 Schiedsrichter: Václav Horáček, Jiří Novotný |
| 19. Januar 2017 20:45 Uhr | meiste Tore: Motoki (4 Tore) | (14:19)      | meiste Tore: Myrhol (7 Tore) | Exponantes Hall XXL, Nantes Zuschauer: 3.621 Schiedsrichter: Václav Horáček, Jiří Novotný |
| 19. Januar 2017 20:45 Uhr | Strafen: 3×                  | Spielbericht | Strafen: 1×                  | Exponantes Hall XXL, Nantes Zuschauer: 3.621 Schiedsrichter: Václav Horáček, Jiří Novotný |

#### Gruppe B
| Pl. | Land       | Sp. | S | U | N | Tore      | Diff. | Punkte |
| --- | ---------- | --- | - | - | - | --------- | ----- | ------ |
| 1.  | Spanien    | 5   | 5 | 0 | 0 | 0160:1150 | +45   | 10     |
| 2.  | Slowenien  | 5   | 3 | 1 | 1 | 0151:1360 | +15   | 7      |
| 3.  | Mazedonien | 5   | 2 | 1 | 2 | 0139:1370 | +2    | 5      |
| 4.  | Island     | 5   | 1 | 2 | 2 | 0128:1210 | +7    | 4      |
| 5.  | Tunesien   | 5   | 1 | 2 | 2 | 0144:1440 | ±0    | 4      |
| 6.  | Angola     | 5   | 0 | 0 | 5 | 0122:1910 | −69   | 0      |

| 12. Januar 2017 14:00 Uhr | Slowenien                               | 42:25        | Angola                      | Arènes de Metz, Metz Zuschauer: 2.179 Schiedsrichter: Julian Grillo, Sebastián Lenci |
| 12. Januar 2017 14:00 Uhr | meiste Tore: Mačkovšek, Marguč (8 Tore) | (22:13)      | meiste Tore: Lopes (7 Tore) | Arènes de Metz, Metz Zuschauer: 2.179 Schiedsrichter: Julian Grillo, Sebastián Lenci |
| 12. Januar 2017 14:00 Uhr | Strafen: 3× 4×                          | Spielbericht | Strafen: 1× 3×              | Arènes de Metz, Metz Zuschauer: 2.179 Schiedsrichter: Julian Grillo, Sebastián Lenci |

| 12. Januar 2017 17:45 Uhr | Mazedonien                     | 34:30        | Tunesien                        | Arènes de Metz, Metz Zuschauer: 2.561 Schiedsrichter: Lee Se-ok, Koo Bon-ok |
| 12. Januar 2017 17:45 Uhr | meiste Tore: Lazarov (12 Tore) | (13:14)      | meiste Tore: Boughanmi (9 Tore) | Arènes de Metz, Metz Zuschauer: 2.561 Schiedsrichter: Lee Se-ok, Koo Bon-ok |
| 12. Januar 2017 17:45 Uhr | Strafen: 3×                    | Spielbericht | Strafen: 4× 7×                  | Arènes de Metz, Metz Zuschauer: 2.561 Schiedsrichter: Lee Se-ok, Koo Bon-ok |

| 12. Januar 2017 20:45 Uhr | Spanien                                  | 27:21        | Island                           | Arènes de Metz, Metz Zuschauer: 5.054 Schiedsrichter: Mindaugas Gatelis, Vaidas Mažeika |
| 12. Januar 2017 20:45 Uhr | meiste Tore: Balaguer, Cañellas (4 Tore) | (10:12)      | meiste Tore: Sigurðsson (5 Tore) | Arènes de Metz, Metz Zuschauer: 5.054 Schiedsrichter: Mindaugas Gatelis, Vaidas Mažeika |
| 12. Januar 2017 20:45 Uhr | Strafen: 3×                              | Spielbericht | Strafen: 4× 5×                   | Arènes de Metz, Metz Zuschauer: 5.054 Schiedsrichter: Mindaugas Gatelis, Vaidas Mažeika |

| 14. Januar 2017 14:45 Uhr | Island                        | 25:26        | Slowenien                    | Arènes de Metz, Metz Zuschauer: 5.054 Schiedsrichter: Lee Se-ok, Koo Bon-ok |
| 14. Januar 2017 14:45 Uhr | meiste Tore: Elísson (7 Tore) | (8:11)       | meiste Tore: Bezjak (6 Tore) | Arènes de Metz, Metz Zuschauer: 5.054 Schiedsrichter: Lee Se-ok, Koo Bon-ok |
| 14. Januar 2017 14:45 Uhr | Strafen: 3× 5×                | Spielbericht | Strafen: 4×                  | Arènes de Metz, Metz Zuschauer: 5.054 Schiedsrichter: Lee Se-ok, Koo Bon-ok |

| 14. Januar 2017 17:45 Uhr | Tunesien                    | 21:26        | Spanien                               | Arènes de Metz, Metz Zuschauer: 5.056 Schiedsrichter: Lars Geipel, Marcus Helbig |
| 14. Januar 2017 17:45 Uhr | meiste Tore: Toumi (5 Tore) | (10:12)      | meiste Tore: Balaguer, Tomás (6 Tore) | Arènes de Metz, Metz Zuschauer: 5.056 Schiedsrichter: Lars Geipel, Marcus Helbig |
| 14. Januar 2017 17:45 Uhr | Strafen: 3×                 | Spielbericht | Strafen: 2× 1×                        | Arènes de Metz, Metz Zuschauer: 5.056 Schiedsrichter: Lars Geipel, Marcus Helbig |

| 14. Januar 2017 20:45 Uhr | Angola                      | 22:31        | Mazedonien                     | Arènes de Metz, Metz Zuschauer: 3.845 Schiedsrichter: Mindaugas Gatelis, Vaidas Mažeika |
| 14. Januar 2017 20:45 Uhr | meiste Tore: Lopes (5 Tore) | (9:14)       | meiste Tore: Lazarov (10 Tore) | Arènes de Metz, Metz Zuschauer: 3.845 Schiedsrichter: Mindaugas Gatelis, Vaidas Mažeika |
| 14. Januar 2017 20:45 Uhr | Strafen: 2× 3×              | Spielbericht | Strafen: 3× 5×                 | Arènes de Metz, Metz Zuschauer: 3.845 Schiedsrichter: Mindaugas Gatelis, Vaidas Mažeika |

| 15. Januar 2017 14:45 Uhr | Island                           | 22:22        | Tunesien                       | Arènes de Metz, Metz Zuschauer: 5.054 Schiedsrichter: Julian Grillo, Sebastián Lenci |
| 15. Januar 2017 14:45 Uhr | meiste Tore: Sigurðsson (5 Tore) | (11:9)       | meiste Tore: Bannour (12 Tore) | Arènes de Metz, Metz Zuschauer: 5.054 Schiedsrichter: Julian Grillo, Sebastián Lenci |
| 15. Januar 2017 14:45 Uhr | Strafen: 2× 7× 1×                | Spielbericht | Strafen: 3×                    | Arènes de Metz, Metz Zuschauer: 5.054 Schiedsrichter: Julian Grillo, Sebastián Lenci |

| 16. Januar 2017 17:45 Uhr | Slowenien                            | 29:22        | Mazedonien                    | Arènes de Metz, Metz Zuschauer: 2.605 Schiedsrichter: Lars Geipel, Marcus Helbig |
| 16. Januar 2017 17:45 Uhr | meiste Tore: Bezjak, Marguč (4 Tore) | (16:10)      | meiste Tore: Lazarov (9 Tore) | Arènes de Metz, Metz Zuschauer: 2.605 Schiedsrichter: Lars Geipel, Marcus Helbig |
| 16. Januar 2017 17:45 Uhr | Strafen: 2× 5×                       | Spielbericht | Strafen: 2×                   | Arènes de Metz, Metz Zuschauer: 2.605 Schiedsrichter: Lars Geipel, Marcus Helbig |

| 16. Januar 2017 20:45 Uhr | Spanien                         | 42:22        | Angola                      | Arènes de Metz, Metz Zuschauer: 2.126 Schiedsrichter: Julian Grillo, Sebastián Lenci |
| 16. Januar 2017 20:45 Uhr | meiste Tore: Fernández (9 Tore) | (21:10)      | meiste Tore: Lopes (6 Tore) | Arènes de Metz, Metz Zuschauer: 2.126 Schiedsrichter: Julian Grillo, Sebastián Lenci |
| 16. Januar 2017 20:45 Uhr | Strafen: 2× 1×                  | Spielbericht | Strafen: 2× 1×              | Arènes de Metz, Metz Zuschauer: 2.126 Schiedsrichter: Julian Grillo, Sebastián Lenci |

| 17. Januar 2017 17:45 Uhr | Slowenien                       | 28:28        | Tunesien                    | Arènes de Metz, Metz Zuschauer: 3.039 Schiedsrichter: Mindaugas Gatelis, Vaidas Mažeika |
| 17. Januar 2017 17:45 Uhr | meiste Tore: Kavtičnik (7 Tore) | (15:13)      | meiste Tore: Sanai (8 Tore) | Arènes de Metz, Metz Zuschauer: 3.039 Schiedsrichter: Mindaugas Gatelis, Vaidas Mažeika |
| 17. Januar 2017 17:45 Uhr | Strafen: 3× 5×                  | Spielbericht | Strafen: 3× 1×              | Arènes de Metz, Metz Zuschauer: 3.039 Schiedsrichter: Mindaugas Gatelis, Vaidas Mažeika |

| 17. Januar 2017 20:45 Uhr | Angola                      | 19:33        | Island                           | Arènes de Metz, Metz Zuschauer: 1.725 Schiedsrichter: Lars Geipel, Marcus Helbig |
| 17. Januar 2017 20:45 Uhr | meiste Tore: Lopes (8 Tore) | (8:16)       | meiste Tore: Sigurðsson (8 Tore) | Arènes de Metz, Metz Zuschauer: 1.725 Schiedsrichter: Lars Geipel, Marcus Helbig |
| 17. Januar 2017 20:45 Uhr | Strafen: 3× 5×              | Spielbericht | Strafen: 2× 1×                   | Arènes de Metz, Metz Zuschauer: 1.725 Schiedsrichter: Lars Geipel, Marcus Helbig |

| 18. Januar 2017 20:45 Uhr | Mazedonien                    | 25:29        | Spanien                       | Arènes de Metz, Metz Zuschauer: 3.951 Schiedsrichter: Mindaugas Gatelis, Vaidas Mažeika |
| 18. Januar 2017 20:45 Uhr | meiste Tore: Lazarov (6 Tore) | (14:14)      | meiste Tore: Rivera (11 Tore) | Arènes de Metz, Metz Zuschauer: 3.951 Schiedsrichter: Mindaugas Gatelis, Vaidas Mažeika |
| 18. Januar 2017 20:45 Uhr | Strafen: 4× 2×                | Spielbericht | Strafen: 2×                   | Arènes de Metz, Metz Zuschauer: 3.951 Schiedsrichter: Mindaugas Gatelis, Vaidas Mažeika |

| 19. Januar 2017 14:00 Uhr | Tunesien                       | 43:34        | Angola                      | Arènes de Metz, Metz Zuschauer: 1.935 Schiedsrichter: Lee Se-ok, Koo Bon-ok |
| 19. Januar 2017 14:00 Uhr | meiste Tore: Bannour (10 Tore) | (23:16)      | meiste Tore: Teca (10 Tore) | Arènes de Metz, Metz Zuschauer: 1.935 Schiedsrichter: Lee Se-ok, Koo Bon-ok |
| 19. Januar 2017 14:00 Uhr | Strafen: 2×                    | Spielbericht | Strafen: 3× 1×              | Arènes de Metz, Metz Zuschauer: 1.935 Schiedsrichter: Lee Se-ok, Koo Bon-ok |

| 19. Januar 2017 17:45 Uhr | Mazedonien                    | 27:27        | Island                        | Arènes de Metz, Metz Zuschauer: 3.225 Schiedsrichter: Julian Grillo, Sebastián Lenci |
| 19. Januar 2017 17:45 Uhr | meiste Tore: Lazarov (7 Tore) | (13:15)      | meiste Tore: Kárason (7 Tore) | Arènes de Metz, Metz Zuschauer: 3.225 Schiedsrichter: Julian Grillo, Sebastián Lenci |
| 19. Januar 2017 17:45 Uhr | Strafen: 3× 4×                | Spielbericht | Strafen: 3× 4×                | Arènes de Metz, Metz Zuschauer: 3.225 Schiedsrichter: Julian Grillo, Sebastián Lenci |

| 19. Januar 2017 20:45 Uhr | Spanien                        | 36:26        | Slowenien                    | Arènes de Metz, Metz Zuschauer: 5.054 Schiedsrichter: Lars Geipel, Marcus Helbig |
| 19. Januar 2017 20:45 Uhr | meiste Tore: Balaguer (7 Tore) | (18:10)      | meiste Tore: Marguč (6 Tore) | Arènes de Metz, Metz Zuschauer: 5.054 Schiedsrichter: Lars Geipel, Marcus Helbig |
| 19. Januar 2017 20:45 Uhr | Strafen: 1× 4×                 | Spielbericht | Strafen: 3× 4×               | Arènes de Metz, Metz Zuschauer: 5.054 Schiedsrichter: Lars Geipel, Marcus Helbig |

#### Gruppe C
| Pl. | Land          | Sp. | S | U | N | Tore      | Diff. | Punkte |
| --- | ------------- | --- | - | - | - | --------- | ----- | ------ |
| 1.  | Deutschland   | 5   | 5 | 0 | 0 | 0159:1070 | +52   | 10     |
| 2.  | Kroatien      | 5   | 4 | 0 | 1 | 0148:1260 | +22   | 8      |
| 3.  | Belarus       | 5   | 2 | 0 | 3 | 0134:1450 | −11   | 4      |
| 4.  | Ungarn        | 5   | 2 | 0 | 3 | 0147:1380 | +9    | 4      |
| 5.  | Saudi-Arabien | 5   | 1 | 0 | 4 | 0123:1570 | −34   | 2      |
| 6.  | Chile         | 5   | 1 | 0 | 4 | 0122:1600 | −38   | 2      |

| 13. Januar 2017 14:00 Uhr | Belarus                         | 28:32        | Chile                         | Kindarena, Rouen Zuschauer: 2.000 Schiedsrichter: Charlotte Bonaventura, Julie Bonaventura |
| 13. Januar 2017 14:00 Uhr | meiste Tore: Karaljok (10 Tore) | (14:14)      | meiste Tore: Salinas (8 Tore) | Kindarena, Rouen Zuschauer: 2.000 Schiedsrichter: Charlotte Bonaventura, Julie Bonaventura |
| 13. Januar 2017 14:00 Uhr | Strafen: 3× 7×                  | Spielbericht | Strafen: 3× 4×                | Kindarena, Rouen Zuschauer: 2.000 Schiedsrichter: Charlotte Bonaventura, Julie Bonaventura |

| 13. Januar 2017 17:45 Uhr | Deutschland                       | 27:23        | Ungarn                                                             | Kindarena, Rouen Zuschauer: 5.000 Schiedsrichter: Gjorgji Načevski, Slave Nikolov |
| 13. Januar 2017 17:45 Uhr | meiste Tore: Gensheimer (13 Tore) | (16:11)      | meiste Tore: Balogh, Bodó, Császár, Jamali, Juhasz, Lékai (3 Tore) | Kindarena, Rouen Zuschauer: 5.000 Schiedsrichter: Gjorgji Načevski, Slave Nikolov |
| 13. Januar 2017 17:45 Uhr | Strafen: 2× 3×                    | Spielbericht | Strafen: 3× 2× 1×                                                  | Kindarena, Rouen Zuschauer: 5.000 Schiedsrichter: Gjorgji Načevski, Slave Nikolov |

| 13. Januar 2017 20:45 Uhr | Kroatien                      | 28:23        | Saudi-Arabien                  | Kindarena, Rouen Zuschauer: 4.500 Schiedsrichter: Ismail Boualloucha, Ramzi Khenissi |
| 13. Januar 2017 20:45 Uhr | meiste Tore: Cindrić (6 Tore) | (12:11)      | meiste Tore: al-Salem (5 Tore) | Kindarena, Rouen Zuschauer: 4.500 Schiedsrichter: Ismail Boualloucha, Ramzi Khenissi |
| 13. Januar 2017 20:45 Uhr | Strafen: 3×                   | Spielbericht | Strafen: 3× 4×                 | Kindarena, Rouen Zuschauer: 4.500 Schiedsrichter: Ismail Boualloucha, Ramzi Khenissi |

| 14. Januar 2017 20:45 Uhr | Ungarn                                 | 28:31        | Kroatien                     | Kindarena, Rouen Zuschauer: 4.000 Schiedsrichter: Renārs Līcis, Zigmārs Sondors |
| 14. Januar 2017 20:45 Uhr | meiste Tore: Balogh, Harsányi (6 Tore) | (11:11)      | meiste Tore: Štrlek (6 Tore) | Kindarena, Rouen Zuschauer: 4.000 Schiedsrichter: Renārs Līcis, Zigmārs Sondors |
| 14. Januar 2017 20:45 Uhr | Strafen: 3×                            | Spielbericht | Strafen: 3× 4×               | Kindarena, Rouen Zuschauer: 4.000 Schiedsrichter: Renārs Līcis, Zigmārs Sondors |

| 15. Januar 2017 14:45 Uhr | Chile                                                         | 14:35        | Deutschland                      | Kindarena, Rouen Zuschauer: 5.000 Schiedsrichter: Renārs Līcis, Zigmārs Sondors |
| 15. Januar 2017 14:45 Uhr | meiste Tore: Emil Feuchtmann, Frelijj, Moll, Salinas (2 Tore) | (6:17)       | meiste Tore: Kohlbacher (8 Tore) | Kindarena, Rouen Zuschauer: 5.000 Schiedsrichter: Renārs Līcis, Zigmārs Sondors |
| 15. Januar 2017 14:45 Uhr | Strafen: 3×                                                   | Spielbericht | Strafen: 3×                      | Kindarena, Rouen Zuschauer: 5.000 Schiedsrichter: Renārs Līcis, Zigmārs Sondors |

| 15. Januar 2017 20:45 Uhr | Saudi-Arabien                  | 26:29        | Belarus                         | Kindarena, Rouen Zuschauer: 3.000 Schiedsrichter: Gjorgji Načevski, Slave Nikolov |
| 15. Januar 2017 20:45 Uhr | meiste Tore: al-Salem (7 Tore) | (13:14)      | meiste Tore: Puchouski (9 Tore) | Kindarena, Rouen Zuschauer: 3.000 Schiedsrichter: Gjorgji Načevski, Slave Nikolov |
| 15. Januar 2017 20:45 Uhr | Strafen: 3× 5×                 | Spielbericht | Strafen: 3× 5×                  | Kindarena, Rouen Zuschauer: 3.000 Schiedsrichter: Gjorgji Načevski, Slave Nikolov |

| 16. Januar 2017 17:45 Uhr | Ungarn                       | 34:29        | Chile                                  | Kindarena, Rouen Zuschauer: 2.000 Schiedsrichter: Ismail Boualloucha, Ramzi Khenissi |
| 16. Januar 2017 17:45 Uhr | meiste Tore: Jamali (7 Tore) | (17:14)      | meiste Tore: Erwin Feuchtmann (9 Tore) | Kindarena, Rouen Zuschauer: 2.000 Schiedsrichter: Ismail Boualloucha, Ramzi Khenissi |
| 16. Januar 2017 17:45 Uhr | Strafen: 4× 5× 1×            | Spielbericht | Strafen: 3× 1×                         | Kindarena, Rouen Zuschauer: 2.000 Schiedsrichter: Ismail Boualloucha, Ramzi Khenissi |

| 16. Januar 2017 20:45 Uhr | Kroatien                      | 31:25        | Belarus                       | Kindarena, Rouen Zuschauer: 3.202 Schiedsrichter: Charlotte Bonaventura, Julie Bonaventura |
| 16. Januar 2017 20:45 Uhr | meiste Tore: Cindrić (8 Tore) | (18:15)      | meiste Tore: Karalek (7 Tore) | Kindarena, Rouen Zuschauer: 3.202 Schiedsrichter: Charlotte Bonaventura, Julie Bonaventura |
| 16. Januar 2017 20:45 Uhr | Strafen: 4× 1×                | Spielbericht | Strafen: 4× 5×                | Kindarena, Rouen Zuschauer: 3.202 Schiedsrichter: Charlotte Bonaventura, Julie Bonaventura |

| 17. Januar 2017 17:45 Uhr | Deutschland                | 38:24        | Saudi-Arabien                 | Kindarena, Rouen Zuschauer: 2.980 Schiedsrichter: Gjorgji Načevski, Slave Nikolov |
| 17. Januar 2017 17:45 Uhr | meiste Tore: Fäth (6 Tore) | (21:13)      | meiste Tore: al-Zaer (8 Tore) | Kindarena, Rouen Zuschauer: 2.980 Schiedsrichter: Gjorgji Načevski, Slave Nikolov |
| 17. Januar 2017 17:45 Uhr | Strafen: 3×                | Spielbericht | Strafen: 3× 2×                | Kindarena, Rouen Zuschauer: 2.980 Schiedsrichter: Gjorgji Načevski, Slave Nikolov |

| 18. Januar 2017 14:00 Uhr | Saudi-Arabien                   | 24:37        | Ungarn                        | Kindarena, Rouen Zuschauer: 4.959 Schiedsrichter: Renārs Līcis, Zigmārs Sondors |
| 18. Januar 2017 14:00 Uhr | meiste Tore: al-Mohsin (7 Tore) | (10:17)      | meiste Tore: Császár (9 Tore) | Kindarena, Rouen Zuschauer: 4.959 Schiedsrichter: Renārs Līcis, Zigmārs Sondors |
| 18. Januar 2017 14:00 Uhr | Strafen: 2× 4×                  | Spielbericht | Strafen: 2× 4×                | Kindarena, Rouen Zuschauer: 4.959 Schiedsrichter: Renārs Līcis, Zigmārs Sondors |

| 18. Januar 2017 17:45 Uhr | Belarus                                           | 25:31        | Deutschland                      | Kindarena, Rouen Zuschauer: 4.524 Schiedsrichter: Ismail Boualloucha, Ramzi Khenissi |
| 18. Januar 2017 17:45 Uhr | meiste Tore: Karalek, Shylovich, Shynkel (4 Tore) | (16:16)      | meiste Tore: Gensheimer (8 Tore) | Kindarena, Rouen Zuschauer: 4.524 Schiedsrichter: Ismail Boualloucha, Ramzi Khenissi |
| 18. Januar 2017 17:45 Uhr | Strafen: 3×                                       | Spielbericht | Strafen: 3×                      | Kindarena, Rouen Zuschauer: 4.524 Schiedsrichter: Ismail Boualloucha, Ramzi Khenissi |

| 18. Januar 2017 20:45 Uhr | Kroatien                    | 37:22        | Chile                                           | Kindarena, Rouen Zuschauer: 2.785 Schiedsrichter: Charlotte Bonaventura, Julie Bonaventura |
| 18. Januar 2017 20:45 Uhr | meiste Tore: Mihić (8 Tore) | (17:9)       | meiste Tore: Erwin Feuchtmann, Salinas (4 Tore) | Kindarena, Rouen Zuschauer: 2.785 Schiedsrichter: Charlotte Bonaventura, Julie Bonaventura |
| 18. Januar 2017 20:45 Uhr | Strafen: 3×                 | Spielbericht | Strafen: 2× 5×                                  | Kindarena, Rouen Zuschauer: 2.785 Schiedsrichter: Charlotte Bonaventura, Julie Bonaventura |

| 20. Januar 2017 14:00 Uhr | Chile                         | 25:26        | Saudi-Arabien                  | Kindarena, Rouen Zuschauer: 2.000 Schiedsrichter: Ivan Pavićević, Miloš Ražnatović |
| 20. Januar 2017 14:00 Uhr | meiste Tore: Salinas (7 Tore) | (13:13)      | meiste Tore: al-Abbas (9 Tore) | Kindarena, Rouen Zuschauer: 2.000 Schiedsrichter: Ivan Pavićević, Miloš Ražnatović |
| 20. Januar 2017 14:00 Uhr | Strafen: 3×                   | Spielbericht | Strafen: 3× 8×                 | Kindarena, Rouen Zuschauer: 2.000 Schiedsrichter: Ivan Pavićević, Miloš Ražnatović |

| 20. Januar 2017 17:45 Uhr | Deutschland                   | 28:21        | Kroatien                                | Kindarena, Rouen Zuschauer: 5.000 Schiedsrichter: Renārs Līcis, Zigmārs Sondors |
| 20. Januar 2017 17:45 Uhr | meiste Tore: Wiencek (6 Tore) | (13:9)       | meiste Tore: Štrlek, Stepančić (5 Tore) | Kindarena, Rouen Zuschauer: 5.000 Schiedsrichter: Renārs Līcis, Zigmārs Sondors |
| 20. Januar 2017 17:45 Uhr | Strafen: 3×                   | Spielbericht | Strafen: 2× 3×                          | Kindarena, Rouen Zuschauer: 5.000 Schiedsrichter: Renārs Līcis, Zigmārs Sondors |

| 20. Januar 2017 20:45 Uhr | Belarus                                 | 27:25        | Ungarn                                | Kindarena, Rouen Zuschauer: 3.761 Schiedsrichter: Gjorgji Načevski, Slave Nikolov |
| 20. Januar 2017 20:45 Uhr | meiste Tore: Puchouski, Brouka (6 Tore) | (15:13)      | meiste Tore: Császár, Juhasz (7 Tore) | Kindarena, Rouen Zuschauer: 3.761 Schiedsrichter: Gjorgji Načevski, Slave Nikolov |
| 20. Januar 2017 20:45 Uhr | Strafen: 3× 2×                          | Spielbericht | Strafen: 4× 7×                        | Kindarena, Rouen Zuschauer: 3.761 Schiedsrichter: Gjorgji Načevski, Slave Nikolov |

#### Gruppe D
| Pl. | Land        | Sp. | S | U | N | Tore      | Diff. | Punkte |
| --- | ----------- | --- | - | - | - | --------- | ----- | ------ |
| 1.  | Dänemark    | 5   | 5 | 0 | 0 | 0157:1300 | +27   | 10     |
| 2.  | Schweden    | 5   | 4 | 0 | 1 | 0162:1110 | +51   | 8      |
| 3.  | Ägypten     | 5   | 3 | 0 | 2 | 0138:1430 | −5    | 6      |
| 4.  | Katar       | 5   | 2 | 0 | 3 | 0127:1290 | −2    | 4      |
| 5.  | Argentinien | 5   | 1 | 0 | 4 | 0108:1370 | −29   | 2      |
| 6.  | Bahrain     | 5   | 0 | 0 | 5 | 0110:1520 | −42   | 0      |

| 13. Januar 2017 14:00 Uhr | Katar                        | 20:22        | Ägypten                        | AccorHotels Arena, Paris Zuschauer: 4.315 Schiedsrichter: Óscar López, Ángel Ramírez |
| 13. Januar 2017 14:00 Uhr | meiste Tore: Capote (5 Tore) | (8:11)       | meiste Tore: El-Ahmar (8 Tore) | AccorHotels Arena, Paris Zuschauer: 4.315 Schiedsrichter: Óscar López, Ángel Ramírez |
| 13. Januar 2017 14:00 Uhr | Strafen: 2× 4×               | Spielbericht | Strafen: 1× 7×                 | AccorHotels Arena, Paris Zuschauer: 4.315 Schiedsrichter: Óscar López, Ángel Ramírez |

| 13. Januar 2017 17:45 Uhr | Schweden                         | 33:16        | Bahrain                     | AccorHotels Arena, Paris Zuschauer: 6.579 Schiedsrichter: Laurent Reveret, Stevann Pichon |
| 13. Januar 2017 17:45 Uhr | meiste Tore: Tollbring (10 Tore) | (17:5)       | meiste Tore: Hasan (4 Tore) | AccorHotels Arena, Paris Zuschauer: 6.579 Schiedsrichter: Laurent Reveret, Stevann Pichon |
| 13. Januar 2017 17:45 Uhr | Strafen: 2× 5×                   | Spielbericht | Strafen: 2× 5×              | AccorHotels Arena, Paris Zuschauer: 6.579 Schiedsrichter: Laurent Reveret, Stevann Pichon |

| 13. Januar 2017 20:45 Uhr | Dänemark                     | 33:22        | Argentinien                     | AccorHotels Arena, Paris Zuschauer: 7.582 Schiedsrichter: Ivan Pavićević, Miloš Ražnatović |
| 13. Januar 2017 20:45 Uhr | meiste Tore: Hansen (6 Tore) | (17:11)      | meiste Tore: Fernández (6 Tore) | AccorHotels Arena, Paris Zuschauer: 7.582 Schiedsrichter: Ivan Pavićević, Miloš Ražnatović |
| 13. Januar 2017 20:45 Uhr | Strafen: 2× 3×               | Spielbericht | Strafen: 2× 4×                  | AccorHotels Arena, Paris Zuschauer: 7.582 Schiedsrichter: Ivan Pavićević, Miloš Ražnatović |

| 14. Januar 2017 20:45 Uhr | Ägypten                        | 28:35        | Dänemark                   | AccorHotels Arena, Paris Zuschauer: 7.413 Schiedsrichter: Bojan Lah, David Sok |
| 14. Januar 2017 20:45 Uhr | meiste Tore: El-Deraa (6 Tore) | (15:21)      | meiste Tore: Svan (6 Tore) | AccorHotels Arena, Paris Zuschauer: 7.413 Schiedsrichter: Bojan Lah, David Sok |
| 14. Januar 2017 20:45 Uhr | Strafen: 2× 1×                 | Spielbericht | Strafen: 2× 4×             | AccorHotels Arena, Paris Zuschauer: 7.413 Schiedsrichter: Bojan Lah, David Sok |

| 15. Januar 2017 14:45 Uhr | Argentinien                   | 17:35        | Schweden                         | AccorHotels Arena, Paris Zuschauer: 12.578 Schiedsrichter: Bojan Lah, David Sok |
| 15. Januar 2017 14:45 Uhr | meiste Tore: Simonet (5 Tore) | (6:19)       | meiste Tore: Zachrisson (8 Tore) | AccorHotels Arena, Paris Zuschauer: 12.578 Schiedsrichter: Bojan Lah, David Sok |
| 15. Januar 2017 14:45 Uhr | Strafen: 2× 4×                | Spielbericht | Strafen: 3× 5× 2×                | AccorHotels Arena, Paris Zuschauer: 12.578 Schiedsrichter: Bojan Lah, David Sok |

| 15. Januar 2017 17:45 Uhr | Bahrain                   | 22:32        | Katar                        | AccorHotels Arena, Paris Zuschauer: 4.475 Schiedsrichter: Ivan Pavićević, Miloš Ražnatović |
| 15. Januar 2017 17:45 Uhr | meiste Tore: Ali (5 Tore) | (9:19)       | meiste Tore: Madadi (8 Tore) | AccorHotels Arena, Paris Zuschauer: 4.475 Schiedsrichter: Ivan Pavićević, Miloš Ražnatović |
| 15. Januar 2017 17:45 Uhr | Strafen: 4× 5×            | Spielbericht | Strafen: 2× 7×               | AccorHotels Arena, Paris Zuschauer: 4.475 Schiedsrichter: Ivan Pavićević, Miloš Ražnatović |

| 16. Januar 2017 17:45 Uhr | Ägypten                        | 31:29        | Bahrain                    | AccorHotels Arena, Paris Zuschauer: 4.429 Schiedsrichter: Laurent Reveret, Stevann Pichon |
| 16. Januar 2017 17:45 Uhr | meiste Tore: El-Deraa (6 Tore) | (17:15)      | meiste Tore: Saad (6 Tore) | AccorHotels Arena, Paris Zuschauer: 4.429 Schiedsrichter: Laurent Reveret, Stevann Pichon |
| 16. Januar 2017 17:45 Uhr | Strafen: 3×                    | Spielbericht | Strafen: 2× 5× 1×          | AccorHotels Arena, Paris Zuschauer: 4.429 Schiedsrichter: Laurent Reveret, Stevann Pichon |

| 16. Januar 2017 20:45 Uhr | Dänemark                     | 27:25        | Schweden                     | AccorHotels Arena, Paris Zuschauer: 13.850 Schiedsrichter: Óscar López, Ángel Ramírez |
| 16. Januar 2017 20:45 Uhr | meiste Tore: Hansen (8 Tore) | (14:10)      | meiste Tore: Ekberg (7 Tore) | AccorHotels Arena, Paris Zuschauer: 13.850 Schiedsrichter: Óscar López, Ángel Ramírez |
| 16. Januar 2017 20:45 Uhr | Strafen: 3× 4×               | Spielbericht | Strafen: 3×                  | AccorHotels Arena, Paris Zuschauer: 13.850 Schiedsrichter: Óscar López, Ángel Ramírez |

| 17. Januar 2017 17:45 Uhr | Katar                         | 21:17        | Argentinien                     | AccorHotels Arena, Paris Zuschauer: 3.641 Schiedsrichter: Bojan Lah, David Sok |
| 17. Januar 2017 17:45 Uhr | meiste Tore: Mallash (5 Tore) | (9:2)        | meiste Tore: Fernández (7 Tore) | AccorHotels Arena, Paris Zuschauer: 3.641 Schiedsrichter: Bojan Lah, David Sok |
| 17. Januar 2017 17:45 Uhr | Strafen: 3×                   | Spielbericht | Strafen: 1× 2×                  | AccorHotels Arena, Paris Zuschauer: 3.641 Schiedsrichter: Bojan Lah, David Sok |

| 18. Januar 2017 14:00 Uhr | Argentinien                   | 26:31        | Ägypten                                           | AccorHotels Arena, Paris Zuschauer: 7.233 Schiedsrichter: Óscar López, Ángel Ramírez |
| 18. Januar 2017 14:00 Uhr | meiste Tore: Vieyra (12 Tore) | (10:13)      | meiste Tore: El-Bassiouny, Sanad, Shebib (5 Tore) | AccorHotels Arena, Paris Zuschauer: 7.233 Schiedsrichter: Óscar López, Ángel Ramírez |
| 18. Januar 2017 14:00 Uhr | Strafen: 2× 4×                | Spielbericht | Strafen: 3× 5×                                    | AccorHotels Arena, Paris Zuschauer: 7.233 Schiedsrichter: Óscar López, Ángel Ramírez |

| 18. Januar 2017 17:45 Uhr | Dänemark                          | 30:26        | Bahrain                        | AccorHotels Arena, Paris Zuschauer: 7.900 Schiedsrichter: Bojan Lah, David Sok |
| 18. Januar 2017 17:45 Uhr | meiste Tore: Toft Hansen (6 Tore) | (17:13)      | meiste Tore: Mahfoodh (6 Tore) | AccorHotels Arena, Paris Zuschauer: 7.900 Schiedsrichter: Bojan Lah, David Sok |
| 18. Januar 2017 17:45 Uhr | Strafen: 2× 4× 1×                 | Spielbericht | Strafen: 2× 6×                 | AccorHotels Arena, Paris Zuschauer: 7.900 Schiedsrichter: Bojan Lah, David Sok |

| 18. Januar 2017 20:45 Uhr | Schweden                     | 36:25        | Katar                       | AccorHotels Arena, Paris Zuschauer: 6.034 Schiedsrichter: Laurent Reveret, Stevann Pichon |
| 18. Januar 2017 20:45 Uhr | meiste Tore: Ekberg (9 Tore) | (19:12)      | meiste Tore: Roiné (8 Tore) | AccorHotels Arena, Paris Zuschauer: 6.034 Schiedsrichter: Laurent Reveret, Stevann Pichon |
| 18. Januar 2017 20:45 Uhr | Strafen: 1× 6×               | Spielbericht | Strafen: 1×                 | AccorHotels Arena, Paris Zuschauer: 6.034 Schiedsrichter: Laurent Reveret, Stevann Pichon |

| 20. Januar 2017 14:00 Uhr | Bahrain                   | 17:26        | Argentinien                     | AccorHotels Arena, Paris Zuschauer: 6.314 Schiedsrichter: Laurent Reveret, Stevann Pichon |
| 20. Januar 2017 14:00 Uhr | meiste Tore: Ali (5 Tore) | (8:13)       | meiste Tore: Fernández (8 Tore) | AccorHotels Arena, Paris Zuschauer: 6.314 Schiedsrichter: Laurent Reveret, Stevann Pichon |
| 20. Januar 2017 14:00 Uhr | Strafen: 2× 6×            | Spielbericht | Strafen: 1× 7×                  | AccorHotels Arena, Paris Zuschauer: 6.314 Schiedsrichter: Laurent Reveret, Stevann Pichon |

| 20. Januar 2017 17:45 Uhr | Schweden                     | 33:26        | Ägypten                      | AccorHotels Arena, Paris Zuschauer: 7.660 Schiedsrichter: Bojan Lah, David Sok |
| 20. Januar 2017 17:45 Uhr | meiste Tore: Ekberg (8 Tore) | (15:9)       | meiste Tore: Hassan (7 Tore) | AccorHotels Arena, Paris Zuschauer: 7.660 Schiedsrichter: Bojan Lah, David Sok |
| 20. Januar 2017 17:45 Uhr | Strafen: 1× 7×               | Spielbericht | Strafen: 3× 4×               | AccorHotels Arena, Paris Zuschauer: 7.660 Schiedsrichter: Bojan Lah, David Sok |

| 20. Januar 2017 20:45 Uhr | Katar                                | 29:32        | Dänemark                       | AccorHotels Arena, Paris Zuschauer: 8.444 Schiedsrichter: Óscar López, Ángel Ramírez |
| 20. Januar 2017 20:45 Uhr | meiste Tore: Capote, Benali (5 Tore) | (16:14)      | meiste Tore: Nøddesbo (8 Tore) | AccorHotels Arena, Paris Zuschauer: 8.444 Schiedsrichter: Óscar López, Ángel Ramírez |
| 20. Januar 2017 20:45 Uhr | Strafen: 2×                          | Spielbericht | Strafen: 4×                    | AccorHotels Arena, Paris Zuschauer: 8.444 Schiedsrichter: Óscar López, Ángel Ramírez |

### Finalrunde
Ab der Finalrunde wurden die Spiele im K.-o.-System ausgetragen. Im Falle eines Unentschiedens nach regulärer Spielzeit fand eine Verlängerung mit zweimal fünf Minuten Spielzeit statt. Endete auch die erste Verlängerung mit einem Unentschieden, wurde eine zweite Verlängerung mit zweimal fünf Minuten gespielt. Lag dann immer noch keine Mannschaft in Führung, so wurde das Spiel in einem Siebenmeterwerfen entschieden.

#### Übersicht
|  | Achtelfinale | Achtelfinale | Achtelfinale |          |            | Viertelfinale    | Viertelfinale    | Viertelfinale    |    |  | Halbfinale | Halbfinale | Halbfinale |  |  | Finale | Finale | Finale |
|  |              |              |              |          |            |                  |                  |                  |    |  |            |            |            |  |  |        |        |        |
|  | A1           | Frankreich   | 31           |          |            |                  |                  |                  |    |  |            |            |            |  |  |        |        |        |
|  | B4           | Island       | 25           |          |            |                  |                  |                  |    |  |            |            |            |  |  |        |        |        |
|  | B4           | Island       | 25           | A1       | Frankreich | 33               |                  |                  |    |  |            |            |            |  |  |        |        |        |
|  |              |              |              | A1       | Frankreich | 33               |                  |                  |    |  |            |            |            |  |  |        |        |        |
|  |              |              | D2           | Schweden | 30         |                  |                  |                  |    |  |            |            |            |  |  |        |        |        |
|  | C3           | Belarus      | D2           | Schweden | 30         | 22               |                  |                  |    |  |            |            |            |  |  |        |        |        |
|  | C3           | Belarus      |              |          |            | 22               |                  |                  |    |  |            |            |            |  |  |        |        |        |
|  | D2           | Schweden     | 41           |          |            |                  |                  |                  |    |  |            |            |            |  |  |        |        |        |
|  | D2           | Schweden     | 41           | A1       | Frankreich | 31               |                  |                  |    |  |            |            |            |  |  |        |        |        |
|  |              |              |              | A1       | Frankreich | 31               |                  |                  |    |  |            |            |            |  |  |        |        |        |
|  |              | B2           | Slowenien    | 25       |            |                  |                  |                  |    |  |            |            |            |  |  |        |        |        |
|  | A3           | B2           | Slowenien    | 25       | Russland   | 26               |                  |                  |    |  |            |            |            |  |  |        |        |        |
|  | A3           |              |              |          | Russland   | 26               |                  |                  |    |  |            |            |            |  |  |        |        |        |
|  | B2           | Slowenien    | 32           |          |            |                  |                  |                  |    |  |            |            |            |  |  |        |        |        |
|  | B2           | Slowenien    | 32           | B2       | Slowenien  | 32               |                  |                  |    |  |            |            |            |  |  |        |        |        |
|  |              |              |              | B2       | Slowenien  | 32               |                  |                  |    |  |            |            |            |  |  |        |        |        |
|  |              |              | D4           | Katar    | 30         |                  |                  |                  |    |  |            |            |            |  |  |        |        |        |
|  | C1           | Deutschland  | D4           | Katar    | 30         | 20               |                  |                  |    |  |            |            |            |  |  |        |        |        |
|  | C1           | Deutschland  |              |          |            |                  |                  |                  |    |  |            |            |            |  |  |        |        |        |
|  | D4           | Katar        | 21           |          |            |                  |                  |                  |    |  |            |            |            |  |  |        |        |        |
|  | D4           | Katar        | 21           | A1       | Frankreich | 33               |                  |                  |    |  |            |            |            |  |  |        |        |        |
|  |              |              |              |          |            |                  |                  |                  |    |  |            |            |            |  |  |        |        |        |
|  |              | A2           | Norwegen     | 26       |            |                  |                  |                  |    |  |            |            |            |  |  |        |        |        |
|  | A4           | A2           | Norwegen     | 26       | Brasilien  | 27               |                  |                  |    |  |            |            |            |  |  |        |        |        |
|  | A4           |              |              |          | Brasilien  | 27               |                  |                  |    |  |            |            |            |  |  |        |        |        |
|  | B1           | Spanien      | 28           |          |            |                  |                  |                  |    |  |            |            |            |  |  |        |        |        |
|  | B1           | Spanien      | 28           | B1       | Spanien    | 29               |                  |                  |    |  |            |            |            |  |  |        |        |        |
|  |              |              |              | B1       | Spanien    | 29               |                  |                  |    |  |            |            |            |  |  |        |        |        |
|  |              |              | C2           | Kroatien | 30         |                  |                  |                  |    |  |            |            |            |  |  |        |        |        |
|  | C2           | Kroatien     | C2           | Kroatien | 30         | 21               |                  |                  |    |  |            |            |            |  |  |        |        |        |
|  | C2           | Kroatien     |              |          |            | 21               |                  |                  |    |  |            |            |            |  |  |        |        |        |
|  | D3           | Ägypten      | 19           |          |            |                  |                  |                  |    |  |            |            |            |  |  |        |        |        |
|  | D3           | Ägypten      | 19           | C2       | Kroatien   | 25               |                  |                  |    |  |            |            |            |  |  |        |        |        |
|  |              |              |              | C2       | Kroatien   | 25               |                  |                  |    |  |            |            |            |  |  |        |        |        |
|  |              | A2           | Norwegen     | 128V     |            |                  |                  |                  |    |  |            |            |            |  |  |        |        |        |
|  | A2           | A2           | Norwegen     | 128V     | Norwegen   | 34               |                  |                  |    |  |            |            |            |  |  |        |        |        |
|  | A2           |              |              |          |            |                  |                  |                  |    |  |            |            |            |  |  |        |        |        |
|  | B3           | Mazedonien   | 24           |          |            | Spiel um Platz 3 | Spiel um Platz 3 | Spiel um Platz 3 |    |  |            |            |            |  |  |        |        |        |
|  | B3           | Mazedonien   | 24           | A2       | Norwegen   | Spiel um Platz 3 | Spiel um Platz 3 | Spiel um Platz 3 | 31 |  |            |            |            |  |  |        |        |        |
|  |              |              |              | A2       | Norwegen   | B2               | Slowenien        | 31               | 31 |  |            |            |            |  |  |        |        |        |
|  |              |              | C4           | Ungarn   | 28         | B2               | Slowenien        | 31               |    |  |            |            |            |  |  |        |        |        |
|  | C4           | Ungarn       | C4           | Ungarn   | 28         | 27               | C2               | Kroatien         | 30 |  |            |            |            |  |  |        |        |        |
|  | C4           | Ungarn       |              |          |            |                  |                  | Kroatien         | 30 |  |            |            |            |  |  |        |        |        |
|  | D1           | Dänemark     | 25           |          |            |                  |                  |                  |    |  |            |            |            |  |  |        |        |        |

V Sieg nach Verlängerung

#### Achtelfinale
| 21. Januar 2017 16:00 Uhr | Norwegen                             | 34:24        | Mazedonien                    | Halle Olympique, Albertville Zuschauer: 6.540 Schiedsrichter: Renārs Līcis, Zigmārs Sondors |
| 21. Januar 2017 16:00 Uhr | meiste Tore: Jøndal, Tangen (6 Tore) | (12:10)      | meiste Tore: Lazarov (6 Tore) | Halle Olympique, Albertville Zuschauer: 6.540 Schiedsrichter: Renārs Līcis, Zigmārs Sondors |
| 21. Januar 2017 16:00 Uhr | Strafen: 2×                          | Spielbericht | Strafen: 2× 4×                | Halle Olympique, Albertville Zuschauer: 6.540 Schiedsrichter: Renārs Līcis, Zigmārs Sondors |

| 21. Januar 2017 18:00 Uhr | Frankreich                   | 31:25        | Island                        | Stade Pierre-Mauroy, Lille Zuschauer: 28.010 Schiedsrichter: Julian Grillo, Sebastián Lenci |
| 21. Januar 2017 18:00 Uhr | meiste Tore: Guigou (6 Tore) | (14:13)      | meiste Tore: Kárason (7 Tore) | Stade Pierre-Mauroy, Lille Zuschauer: 28.010 Schiedsrichter: Julian Grillo, Sebastián Lenci |
| 21. Januar 2017 18:00 Uhr | Strafen: 1× 2×               | Spielbericht | Strafen: 3× 4×                | Stade Pierre-Mauroy, Lille Zuschauer: 28.010 Schiedsrichter: Julian Grillo, Sebastián Lenci |

| 21. Januar 2017 20:45 Uhr | Brasilien                   | 27:28        | Spanien                                    | Sud de France Arena, Montpellier Zuschauer: 6.923 Schiedsrichter: Arthur Brunner, Morad Salah |
| 21. Januar 2017 20:45 Uhr | meiste Tore: Silva (7 Tore) | (18:16)      | meiste Tore: Dujshebaev, Cañellas (5 Tore) | Sud de France Arena, Montpellier Zuschauer: 6.923 Schiedsrichter: Arthur Brunner, Morad Salah |
| 21. Januar 2017 20:45 Uhr | Strafen: 2× 5×              | Spielbericht | Strafen: 2× 4×                             | Sud de France Arena, Montpellier Zuschauer: 6.923 Schiedsrichter: Arthur Brunner, Morad Salah |

| 21. Januar 2017 20:45 Uhr | Russland                                     | 26:32        | Slowenien                      | AccorHotels Arena, Paris Zuschauer: 8.324 Schiedsrichter: Charlotte Bonaventura, Julie Bonaventura |
| 21. Januar 2017 20:45 Uhr | meiste Tore: Schischkarjow, Derewen (5 Tore) | (15:13)      | meiste Tore: Cingesar (6 Tore) | AccorHotels Arena, Paris Zuschauer: 8.324 Schiedsrichter: Charlotte Bonaventura, Julie Bonaventura |
| 21. Januar 2017 20:45 Uhr | Strafen: 3× 7× 1×                            | Spielbericht | Strafen: 3× 2×                 | AccorHotels Arena, Paris Zuschauer: 8.324 Schiedsrichter: Charlotte Bonaventura, Julie Bonaventura |

| 22. Januar 2017 16:00 Uhr | Ungarn                      | 27:25        | Dänemark                     | Halle Olympique, Albertville Zuschauer: 6.540 Schiedsrichter: Ismail Boualloucha, Ramzi Khenissi |
| 22. Januar 2017 16:00 Uhr | meiste Tore: Lékai (6 Tore) | (13:12)      | meiste Tore: Hansen (7 Tore) | Halle Olympique, Albertville Zuschauer: 6.540 Schiedsrichter: Ismail Boualloucha, Ramzi Khenissi |
| 22. Januar 2017 16:00 Uhr | Strafen: 3×                 | Spielbericht | Strafen: 2× 1×               | Halle Olympique, Albertville Zuschauer: 6.540 Schiedsrichter: Ismail Boualloucha, Ramzi Khenissi |

| 22. Januar 2017 16:00 Uhr | Belarus                        | 22:41        | Schweden                           | Stade Pierre-Mauroy, Lille Zuschauer: 16.188 Schiedsrichter: Gjorgji Načevski, Slave Nikolov |
| 22. Januar 2017 16:00 Uhr | meiste Tore: Karaljok (7 Tore) | (11:24)      | meiste Tore: Gottfridsson (8 Tore) | Stade Pierre-Mauroy, Lille Zuschauer: 16.188 Schiedsrichter: Gjorgji Načevski, Slave Nikolov |
| 22. Januar 2017 16:00 Uhr | Strafen: 2× 4×                 | Spielbericht | Strafen: 1× 3×                     | Stade Pierre-Mauroy, Lille Zuschauer: 16.188 Schiedsrichter: Gjorgji Načevski, Slave Nikolov |

| 22. Januar 2017 18:00 Uhr | Deutschland                              | 20:21        | Katar                        | AccorHotels Arena, Paris Zuschauer: 10.209 Schiedsrichter: Mindaugas Gatelis, Vaidas Mažeika |
| 22. Januar 2017 18:00 Uhr | meiste Tore: Glandorf, Groetzki (4 Tore) | (10:9)       | meiste Tore: Capote (9 Tore) | AccorHotels Arena, Paris Zuschauer: 10.209 Schiedsrichter: Mindaugas Gatelis, Vaidas Mažeika |
| 22. Januar 2017 18:00 Uhr | Strafen: 4× 5× 1×                        | Spielbericht | Strafen: 3× 4×               | AccorHotels Arena, Paris Zuschauer: 10.209 Schiedsrichter: Mindaugas Gatelis, Vaidas Mažeika |

| 22. Januar 2017 20:45 Uhr | Kroatien                     | 21:19        | Ägypten                        | Sud de France Arena, Montpellier Zuschauer: 6.266 Schiedsrichter: Martin Gjeding, Mads Hansen |
| 22. Januar 2017 20:45 Uhr | meiste Tore: Horvat (6 Tore) | (13:7)       | meiste Tore: El-Ahmar (5 Tore) | Sud de France Arena, Montpellier Zuschauer: 6.266 Schiedsrichter: Martin Gjeding, Mads Hansen |
| 22. Januar 2017 20:45 Uhr | Strafen: 3×                  | Spielbericht | Strafen: 4×                    | Sud de France Arena, Montpellier Zuschauer: 6.266 Schiedsrichter: Martin Gjeding, Mads Hansen |

#### Viertelfinale
| 24. Januar 2017 17:00 Uhr | Norwegen                     | 31:28        | Ungarn                         | Halle Olympique, Albertville Zuschauer: 6.540 Schiedsrichter: Lars Geipel, Marcus Helbig |
| 24. Januar 2017 17:00 Uhr | meiste Tore: Hansen (6 Tore) | (17:10)      | meiste Tore: Császár (11 Tore) | Halle Olympique, Albertville Zuschauer: 6.540 Schiedsrichter: Lars Geipel, Marcus Helbig |
| 24. Januar 2017 17:00 Uhr | Strafen: 2× 7×               | Spielbericht | Strafen: 3×                    | Halle Olympique, Albertville Zuschauer: 6.540 Schiedsrichter: Lars Geipel, Marcus Helbig |

| 24. Januar 2017 19:00 Uhr | Frankreich                 | 33:30        | Schweden                           | Stade Pierre-Mauroy, Lille Zuschauer: 28.010 Schiedsrichter: Óscar López, Ángel Ramírez |
| 24. Januar 2017 19:00 Uhr | meiste Tore: Mahé (9 Tore) | (15:16)      | meiste Tore: Gottfridsson (7 Tore) | Stade Pierre-Mauroy, Lille Zuschauer: 28.010 Schiedsrichter: Óscar López, Ángel Ramírez |
| 24. Januar 2017 19:00 Uhr | Strafen: 3× 5×             | Spielbericht | Strafen: 3× 6×                     | Stade Pierre-Mauroy, Lille Zuschauer: 28.010 Schiedsrichter: Óscar López, Ángel Ramírez |

| 24. Januar 2017 20:45 Uhr | Spanien                         | 29:30        | Kroatien                    | Sud de France Arena, Montpellier Zuschauer: 6.749 Schiedsrichter: Martin Gjeding, Mads Hansen |
| 24. Januar 2017 20:45 Uhr | meiste Tore: Fernández (7 Tore) | (15:17)      | meiste Tore: Mamić (9 Tore) | Sud de France Arena, Montpellier Zuschauer: 6.749 Schiedsrichter: Martin Gjeding, Mads Hansen |
| 24. Januar 2017 20:45 Uhr | Strafen: 4× 1×                  | Spielbericht | Strafen: 2× 4×              | Sud de France Arena, Montpellier Zuschauer: 6.749 Schiedsrichter: Martin Gjeding, Mads Hansen |

| 24. Januar 2017 20:45 Uhr | Slowenien                    | 32:30        | Katar                       | AccorHotels Arena, Paris Zuschauer: 6.573 Schiedsrichter: Václav Horáček, Jiří Novotný |
| 24. Januar 2017 20:45 Uhr | meiste Tore: Marguč (6 Tore) | (18:15)      | meiste Tore: Roiné (8 Tore) | AccorHotels Arena, Paris Zuschauer: 6.573 Schiedsrichter: Václav Horáček, Jiří Novotný |
| 24. Januar 2017 20:45 Uhr | Strafen: 1× 3×               | Spielbericht | Strafen: 1× 4×              | AccorHotels Arena, Paris Zuschauer: 6.573 Schiedsrichter: Václav Horáček, Jiří Novotný |

#### Halbfinale
| 26. Januar 2017 21:00 Uhr | Frankreich                   | 31:25        | Slowenien                     | AccorHotels Arena, Paris Zuschauer: 15.609 Schiedsrichter: Lars Geipel, Marcus Helbig |
| 26. Januar 2017 21:00 Uhr | meiste Tore: Remili (5 Tore) | (15:12)      | meiste Tore: Dolenec (6 Tore) | AccorHotels Arena, Paris Zuschauer: 15.609 Schiedsrichter: Lars Geipel, Marcus Helbig |
| 26. Januar 2017 21:00 Uhr | Strafen: 2× 3×               | Spielbericht | Strafen: 3× 2×                | AccorHotels Arena, Paris Zuschauer: 15.609 Schiedsrichter: Lars Geipel, Marcus Helbig |

| 27. Januar 2017 20:45 Uhr | Kroatien                     | 25:28 n. V.      | Norwegen                     | AccorHotels Arena, Paris Zuschauer: 10.324 Schiedsrichter: Václav Horáček, Jiří Novotný |
| 27. Januar 2017 20:45 Uhr | meiste Tore: Horvat (6 Tore) | (10:12), (22:22) | meiste Tore: Myrhol (6 Tore) | AccorHotels Arena, Paris Zuschauer: 10.324 Schiedsrichter: Václav Horáček, Jiří Novotný |
| 27. Januar 2017 20:45 Uhr | Strafen: 4× 6× 1×            | Spielbericht     | Strafen: 3× 4×               | AccorHotels Arena, Paris Zuschauer: 10.324 Schiedsrichter: Václav Horáček, Jiří Novotný |

#### Spiel um Platz 3
| 28. Januar 2017 20:45 Uhr | Slowenien                                      | 31:30        | Kroatien                      | AccorHotels Arena, Paris Zuschauer: 8.625 Schiedsrichter: Óscar López, Ángel Ramírez |
| 28. Januar 2017 20:45 Uhr | meiste Tore: Marguč, Cingesar, Bezjak (4 Tore) | (13:18)      | meiste Tore: Cindrić (7 Tore) | AccorHotels Arena, Paris Zuschauer: 8.625 Schiedsrichter: Óscar López, Ángel Ramírez |
| 28. Januar 2017 20:45 Uhr | Strafen: 4× 2×                                 | Spielbericht | Strafen: 2× 3×                | AccorHotels Arena, Paris Zuschauer: 8.625 Schiedsrichter: Óscar López, Ángel Ramírez |

#### Finale
| 29. Januar 2017 17:30 Uhr | Frankreich                      | 33:26        | Norwegen                       | AccorHotels Arena, Paris Zuschauer: 15.609 Schiedsrichter: Martin Gjeding, Mads Hansen |
| 29. Januar 2017 17:30 Uhr | meiste Tore: Karabatić (6 Tore) | (18:17)      | meiste Tore: Tønnesen (5 Tore) | AccorHotels Arena, Paris Zuschauer: 15.609 Schiedsrichter: Martin Gjeding, Mads Hansen |
| 29. Januar 2017 17:30 Uhr | Strafen: 2× 1×                  | Spielbericht | Strafen: 4× 2×                 | AccorHotels Arena, Paris Zuschauer: 15.609 Schiedsrichter: Martin Gjeding, Mads Hansen |

### President’s Cup
Beim President’s Cup wurden die Plätze 17 bis 24 ausgespielt. Dabei spielten die Gruppenfünften aus der Vorrunde um die Plätze 17 bis 20 und die Gruppensechsten aus der Vorrunde um die Plätze 21 bis 24. Genauso wie die Finalspiele, wurden die Spiele im K.-o.-System ausgetragen. Im Falle eines Unentschiedens nach regulärer Spielzeit fand eine Verlängerung mit zweimal fünf Minuten Spielzeit statt. Endete auch die erste Verlängerung mit einem Unentschieden, wurde eine zweite Verlängerung mit zweimal fünf Minuten gespielt. Wenn dann immer noch keine Mannschaft in Führung lag, wurde das Spiel in einem Siebenmeterwerfen entschieden.

#### Übersicht
|  | Platzierungsrunde Platz 17–20 | Platzierungsrunde Platz 17–20 | Platzierungsrunde Platz 17–20 |    |       | Spiel um Platz 17 | Spiel um Platz 17 | Spiel um Platz 17 |
|  |                               |                               |                               |    |       |                   |                   |                   |
|  |                               |                               |                               |    |       |                   |                   |                   |
|  | A5                            | Polen                         | 28                            |    |       |                   |                   |                   |
|  | B5                            | Tunesien                      | 26                            |    |       |                   |                   |                   |
|  |                               |                               |                               | A5 | Polen | 24                |                   |                   |
|  |                               |                               |                               |    | D5    | Argentinien       | 22                |                   |
|  | C5                            | Saudi-Arabien                 | 22                            |    |       |                   |                   |                   |
|  | D5                            | Argentinien                   | 24                            |    |       | Spiel um Platz 19 | Spiel um Platz 19 | Spiel um Platz 19 |
|  |                               |                               |                               |    |       | B5                | Tunesien          | 39                |
|  | C5                            | Saudi-Arabien                 | 30                            |    |       |                   |                   |                   |
|  |                               |                               |                               |    |       |                   |                   |                   |

|  | Platzierungsrunde Platz 21–24 | Platzierungsrunde Platz 21–24 | Platzierungsrunde Platz 21–24 |    |       | Spiel um Platz 21 | Spiel um Platz 21 | Spiel um Platz 21 |
|  |                               |                               |                               |    |       |                   |                   |                   |
|  |                               |                               |                               |    |       |                   |                   |                   |
|  | A6                            | Japan                         | 37                            |    |       |                   |                   |                   |
|  | B6                            | Angola                        | 26                            |    |       |                   |                   |                   |
|  |                               |                               |                               | A6 | Japan | 29                |                   |                   |
|  |                               |                               |                               |    | C6    | Chile             | 35                |                   |
|  | C6                            | Chile                         | 35                            |    |       |                   |                   |                   |
|  | D6                            | Bahrain                       | 30                            |    |       | Spiel um Platz 23 | Spiel um Platz 23 | Spiel um Platz 23 |
|  |                               |                               |                               |    |       | B6                | Angola            | 26                |
|  | D6                            | Bahrain                       | 32                            |    |       |                   |                   |                   |
|  |                               |                               |                               |    |       |                   |                   |                   |

#### Zwischenrunde
| 21. Januar 2017 14:00 Uhr | Japan                        | 37:26        | Angola                      | Brest Arena, Brest Zuschauer: 3.017 Schiedsrichter: Majid Kolahdouzan, Alireza Mousaviannazhad |
| 21. Januar 2017 14:00 Uhr | meiste Tore: Tokuda (8 Tore) | (18:14)      | meiste Tore: Lopes (9 Tore) | Brest Arena, Brest Zuschauer: 3.017 Schiedsrichter: Majid Kolahdouzan, Alireza Mousaviannazhad |
| 21. Januar 2017 14:00 Uhr | Strafen: 3×                  | Spielbericht | Strafen: 1× 4×              | Brest Arena, Brest Zuschauer: 3.017 Schiedsrichter: Majid Kolahdouzan, Alireza Mousaviannazhad |

| 21. Januar 2017 16:00 Uhr | Polen                           | 28:26        | Tunesien                       | Brest Arena, Brest Zuschauer: 3.600 Schiedsrichter: Laurent Reveret, Stevann Pichon |
| 21. Januar 2017 16:00 Uhr | meiste Tore: Krajewski (9 Tore) | (15:11)      | meiste Tore: Bannour (10 Tore) | Brest Arena, Brest Zuschauer: 3.600 Schiedsrichter: Laurent Reveret, Stevann Pichon |
| 21. Januar 2017 16:00 Uhr | Strafen: 2× 5× 1×               | Spielbericht | Strafen: 2× 4×                 | Brest Arena, Brest Zuschauer: 3.600 Schiedsrichter: Laurent Reveret, Stevann Pichon |

| 22. Januar 2017 14:00 Uhr | Chile                                        | 35:30        | Bahrain                         | Brest Arena, Brest Zuschauer: 3.600 Schiedsrichter: Lee Se-ok, Koo Bon-ok |
| 22. Januar 2017 14:00 Uhr | meiste Tore: E. Salinas, R. Salinas (8 Tore) | (18:14)      | meiste Tore: al-Sayyad (8 Tore) | Brest Arena, Brest Zuschauer: 3.600 Schiedsrichter: Lee Se-ok, Koo Bon-ok |
| 22. Januar 2017 14:00 Uhr | Strafen: 2× 5×                               | Spielbericht | Strafen: 4× 7×                  | Brest Arena, Brest Zuschauer: 3.600 Schiedsrichter: Lee Se-ok, Koo Bon-ok |

| 22. Januar 2017 16:00 Uhr | Saudi-Arabien                  | 22:24        | Argentinien                   | Brest Arena, Brest Zuschauer: 4.114 Schiedsrichter: Ivan Pavićević, Miloš Ražnatović |
| 22. Januar 2017 16:00 Uhr | meiste Tore: al-Abbas (6 Tore) | (8:10)       | meiste Tore: Pizarro (6 Tore) | Brest Arena, Brest Zuschauer: 4.114 Schiedsrichter: Ivan Pavićević, Miloš Ražnatović |
| 22. Januar 2017 16:00 Uhr | Strafen: 2× 6×                 | Spielbericht | Strafen: 3×                   | Brest Arena, Brest Zuschauer: 4.114 Schiedsrichter: Ivan Pavićević, Miloš Ražnatović |

#### Spiel um Platz 23
| 23. Januar 2017 13:00 Uhr | Angola                        | 26:32        | Bahrain                     | Brest Arena, Brest Zuschauer: 3.200 Schiedsrichter: Ivan Pavićević, Miloš Ražnatović |
| 23. Januar 2017 13:00 Uhr | meiste Tore: Pestana (6 Tore) | (13:15)      | meiste Tore: Merza (8 Tore) | Brest Arena, Brest Zuschauer: 3.200 Schiedsrichter: Ivan Pavićević, Miloš Ražnatović |
| 23. Januar 2017 13:00 Uhr | Strafen: 1× 5×                | Spielbericht | Strafen: 2× 1×              | Brest Arena, Brest Zuschauer: 3.200 Schiedsrichter: Ivan Pavićević, Miloš Ražnatović |

#### Spiel um Platz 21
| 23. Januar 2017 15:00 Uhr | Japan                        | 29:35        | Chile                                      | Brest Arena, Brest Zuschauer: 3.200 Schiedsrichter: Laurent Reveret, Stevann Pichon |
| 23. Januar 2017 15:00 Uhr | meiste Tore: Agarie (9 Tore) | (12:17)      | meiste Tore: Feuchtmann, Ceballos (7 Tore) | Brest Arena, Brest Zuschauer: 3.200 Schiedsrichter: Laurent Reveret, Stevann Pichon |
| 23. Januar 2017 15:00 Uhr | Strafen: 3× 1×               | Spielbericht | Strafen: 3× 2×                             | Brest Arena, Brest Zuschauer: 3.200 Schiedsrichter: Laurent Reveret, Stevann Pichon |

#### Spiel um Platz 19
| 23. Januar 2017 18:00 Uhr | Tunesien                       | 39:30        | Saudi-Arabien                  | Brest Arena, Brest Zuschauer: 1.650 Schiedsrichter: Lee Se-ok, Koo Bon-ok |
| 23. Januar 2017 18:00 Uhr | meiste Tore: Youssef (12 Tore) | (20:15)      | meiste Tore: al-Abbas (9 Tore) | Brest Arena, Brest Zuschauer: 1.650 Schiedsrichter: Lee Se-ok, Koo Bon-ok |
| 23. Januar 2017 18:00 Uhr | Strafen: 3×                    | Spielbericht | Strafen: 2×                    | Brest Arena, Brest Zuschauer: 1.650 Schiedsrichter: Lee Se-ok, Koo Bon-ok |

#### Spiel um Platz 17
| 23. Januar 2017 20:00 Uhr | Polen                           | 24:22        | Argentinien                     | Brest Arena, Brest Zuschauer: 2.320 Schiedsrichter: Majid Kolahdouzan, Alireza Mousaviannazhad |
| 23. Januar 2017 20:00 Uhr | meiste Tore: Krajewski (6 Tore) | (13:13)      | meiste Tore: Fernández (8 Tore) | Brest Arena, Brest Zuschauer: 2.320 Schiedsrichter: Majid Kolahdouzan, Alireza Mousaviannazhad |
| 23. Januar 2017 20:00 Uhr | Strafen: 3× 4×                  | Spielbericht | Strafen: 3× 4×                  | Brest Arena, Brest Zuschauer: 2.320 Schiedsrichter: Majid Kolahdouzan, Alireza Mousaviannazhad |

## Abschlussplatzierungen
| Rang   | Team          | Sp. | S | U | N | Tore    | Diff. |
| ------ | ------------- | --- | - | - | - | ------- | ----- |
| Gold   | Frankreich    | 9   | 9 | 0 | 0 | 282:218 | +64   |
| Silber | Norwegen      | 9   | 7 | 0 | 2 | 274:234 | +40   |
| Bronze | Slowenien     | 9   | 6 | 1 | 2 | 271:253 | +18   |
| 04.    | Kroatien      | 9   | 6 | 0 | 3 | 254:233 | +21   |
|        |               |     |   |   |   |         |       |
| 05.    | Spanien       | 7   | 6 | 0 | 1 | 217:172 | +45   |
| 06.    | Schweden      | 7   | 5 | 0 | 2 | 233:166 | +67   |
| 07.    | Ungarn        | 7   | 3 | 0 | 4 | 202:194 | +8    |
| 08.    | Katar         | 7   | 3 | 0 | 4 | 178:181 | −4    |
|        |               |     |   |   |   |         |       |
| 09.    | Deutschland   | 6   | 5 | 0 | 1 | 179:128 | +51   |
| 10.    | Dänemark      | 6   | 5 | 0 | 1 | 182:157 | +25   |
| 11.    | Belarus       | 6   | 2 | 0 | 4 | 156:186 | −30   |
| 12.    | Russland      | 6   | 3 | 0 | 3 | 165:168 | −3    |
| 13.    | Ägypten       | 6   | 3 | 0 | 3 | 157:164 | −7    |
| 14.    | Island        | 6   | 1 | 2 | 3 | 153:152 | +1    |
| 15.    | Mazedonien    | 6   | 2 | 1 | 3 | 163:171 | −8    |
| 16.    | Brasilien     | 6   | 2 | 0 | 4 | 148:174 | −26   |
|        |               |     |   |   |   |         |       |
| 17.    | Polen         | 7   | 3 | 0 | 4 | 167:173 | −6    |
| 18.    | Argentinien   | 7   | 2 | 0 | 5 | 154:183 | −29   |
| 19.    | Tunesien      | 7   | 2 | 2 | 3 | 209:202 | +7    |
| 20.    | Saudi-Arabien | 7   | 1 | 0 | 6 | 175:220 | −45   |
| 21.    | Chile         | 7   | 3 | 0 | 4 | 192:219 | −27   |
| 22.    | Japan         | 7   | 1 | 0 | 6 | 186:222 | −36   |
| 23.    | Bahrain       | 7   | 1 | 0 | 6 | 172:213 | −41   |
| 24.    | Angola        | 7   | 0 | 0 | 7 | 174:260 | −86   |

- Der erste Platz berechtigt zur Teilnahme an der Handball-Weltmeisterschaft der Männer 2019.
- Die Platzierungen der Plätze 5 bis 16 ergeben sich nach folgenden Kriterien:
  - Punkte in den Vorrundenspielen gegen Teams auf Rang 1 bis 4 der jeweiligen Gruppe
  - Tordifferenz in den Vorrundenspielen gegen Teams auf Rang 1 bis 4 der jeweiligen Gruppe
  - Anzahl der erzielten Tore in den Vorrundenspielen gegen Teams auf Rang 1 bis 4 der jeweiligen Gruppe

## Auszeichnungen
- Bester Spieler (Most Valuable Player, MVP): Nikola Karabatić [7]

### All-Star-Team
| Jerry Tollbring |                | Bjarte Myrhol   |              | Kristian Bjørnsen |
|                 | Sander Sagosen |                 | Nedim Remili |                   |
|                 |                | Domagoj Duvnjak |              |                   |
|                 |                | Vincent Gérard  |              |                   |

## Statistiken

### Torschützenliste
| Pl.                                      | Spieler              | Team        | Tore | Würfe | Quote | 7m-Tore | 7m-Würfe | Spiele |
| ---------------------------------------- | -------------------- | ----------- | ---- | ----- | ----- | ------- | -------- | ------ |
| 01.                                      | Kiril Lazarov        | Mazedonien  | 50   | 81    | 62 %  | 20      | 22       | 6      |
| 02.                                      | Sérgio Avelino Lopes | Angola      | 47   | 88    | 53 %  | 14      | 17       | 7      |
| 03.                                      | Amine Bannour        | Tunesien    | 45   | 84    | 54 %  | 6       | 8        | 7      |
|                                          | Kristian Bjørnsen    | Norwegen    | 45   | 59    | 76 %  | 5       | 8        | 9      |
| 05.                                      | Niclas Ekberg        | Schweden    | 43   | 60    | 72 %  | 12      | 13       | 7      |
| 06.                                      | Bjarte Myrhol        | Norwegen    | 42   | 53    | 79 %  | 0       | 0        | 9      |
| 07.                                      | Sander Sagosen       | Norwegen    | 41   | 79    | 53 %  | 8       | 14       | 9      |
| 08.                                      | Luka Cindrić         | Kroatien    | 39   | 65    | 60 %  | 3       | 4        | 9      |
|                                          | Federico Fernández   | Argentinien | 39   | 58    | 67 %  | 19      | 24       | 7      |
| 10.                                      | Gábor Császár        | Ungarn      | 38   | 55    | 69 %  | 18      | 22       | 7      |
|                                          | Gašper Marguč        | Slowenien   | 38   | 48    | 79 %  | 10      | 11       | 9      |
|                                          | Jerry Tollbring      | Schweden    | 38   | 46    | 83 %  | 6       | 8        | 7      |
| Quelle: ihf.info, Stand: 29. Januar 2017 |                      |             |      |       |       |         |          |        |

### Torhüter
| 01.                                      | Espen Christensen      | Norwegen    | 44 | 32 | 73  | 9 |
| 02.                                      | Andreas Wolff          | Deutschland | 43 | 60 | 141 | 6 |
| 03.                                      | Vincent Gérard         | Frankreich  | 40 | 62 | 155 | 9 |
|                                          | Niklas Landin Jacobsen | Dänemark    | 40 | 66 | 167 | 6 |
|                                          | Andreas Palicka        | Schweden    | 40 | 51 | 127 | 7 |
| 06.                                      | Mikael Appelgren       | Schweden    | 39 | 55 | 141 | 7 |
| 07.                                      | Rodrigo Corrales       | Spanien     | 36 | 43 | 121 | 7 |
|                                          | Silvio Heinevetter     | Deutschland | 36 | 25 | 69  | 6 |
|                                          | Maik Santos            | Brasilien   | 36 | 46 | 129 | 6 |
| 10.                                      | Makram Missaoui        | Tunesien    | 35 | 73 | 210 | 7 |
| Quelle: ihf.info, Stand: 29. Januar 2017 |                        |             |    |    |     |   |

### Team Fairplay
| Pl.                                      | Team          | Punkte/Spiel | Punkte (total) b | Disqualifikation | Verwarnung | 2 Minuten | Spiele |
| ---------------------------------------- | ------------- | ------------ | ---------------- | ---------------- | ---------- | --------- | ------ |
| 01.                                      | Japan         | 05,7         | 40               | 0                | 16         | 12        | 7      |
| 02.                                      | Spanien       | 06,9         | 48               | 0                | 16         | 16        | 7      |
| 03.                                      | Frankreich    | 08,8         | 79               | 1                | 20         | 27        | 9      |
| 04.                                      | Brasilien     | 09,0         | 54               | 0                | 8          | 23        | 6      |
| 05.                                      | Katar         | 09,1         | 64               | 0                | 14         | 25        | 7      |
| 06.                                      | Chile         | 09,3         | 65               | 0                | 19         | 23        | 7      |
| 07.                                      | Deutschland   | 09,7         | 58               | 0                | 18         | 20        | 6      |
| 08.                                      | Slowenien     | 09,8         | 88               | 0                | 26         | 31        | 9      |
| 09.                                      | Argentinien   | 10,0         | 70               | 0                | 14         | 28        | 7      |
|                                          | Dänemark      | 10,0         | 60               | 1                | 15         | 20        | 6      |
|                                          | Mazedonien    | 10,0         | 60               | 0                | 18         | 21        | 6      |
| 12.                                      | Angola        | 10,1         | 71               | 2                | 13         | 24        | 7      |
| 13.                                      | Ägypten       | 10,3         | 62               | 1                | 9          | 24        | 6      |
|                                          | Tunesien      | 10,3         | 72               | 1                | 19         | 24        | 7      |
| 15.                                      | Kroatien      | 10,4         | 94               | 1                | 23         | 33        | 9      |
| 16.                                      | Norwegen      | 10,6         | 95               | 1                | 22         | 34        | 9      |
|                                          | Polen         | 10,6         | 74               | 2                | 14         | 25        | 7      |
| 18.                                      | Saudi-Arabien | 11,4         | 80               | 0                | 18         | 31        | 7      |
| 19.                                      | Island        | 11,5         | 69               | 0                | 17         | 26        | 6      |
| 20.                                      | Ungarn        | 11,6         | 81               | 1                | 22         | 27        | 7      |
| 21.                                      | Belarus       | 11,7         | 70               | 0                | 18         | 26        | 6      |
| 22.                                      | Russland      | 12,0         | 72               | 2                | 12         | 25        | 6      |
| 23.                                      | Schweden      | 12,7         | 89               | 1                | 14         | 35        | 7      |
| 24.                                      | Bahrain       | 13,3         | 93               | 1                | 18         | 35        | 7      |
| Quelle: ihf.info, Stand: 29. Januar 2017 |               |              |                  |                  |            |           |        |

## Schiedsrichter
Mit den französischen Zwillingen Charlotte und Julie Bonaventura war zum ersten Mal ein weibliches Schiedsrichtergespann bei einer Handball-Weltmeisterschaft der Männer im Einsatz.
| Schiedsrichter | Schiedsrichter                            |
| -------------- | ----------------------------------------- |
| Argentinien    | Julian Grillo Sebastián Lenci             |
| Dänemark       | Martin Gjeding Mads Hansen                |
| Deutschland    | Lars Geipel Marcus Helbig                 |
| Frankreich     | Charlotte Bonaventura Julie Bonaventura   |
| Frankreich     | Laurent Reveret Stevann Pichon            |
| Iran           | Majid Kolahdouzan Alireza Mousaviannazhad |
| Lettland       | Renārs Līcis Zigmārs Sondors              |
| Litauen        | Mindaugas Gatelis Vaidas Mažeika          |

| Schiedsrichter | Schiedsrichter                    |
| -------------- | --------------------------------- |
| Mazedonien     | Gjorgji Načevski Slave Nikolov    |
| Montenegro     | Ivan Pavićević Miloš Ražnatović   |
| Schweiz        | Arthur Brunner Morad Salah        |
| Slowenien      | Bojan Lah David Sok               |
| Spanien        | Óscar López Ángel Ramírez         |
| Südkorea       | Lee Se-ok Koo Bon-ok              |
| Tschechien     | Václav Horáček Jiří Novotný       |
| Tunesien       | Ismail Boualloucha Ramzi Khenissi |

## Fernsehübertragung
Anfang 2014 wurden die TV-Rechte für die Männer-Weltmeisterschaft 2015 in Katar und 2017 in Frankreich sowie die Frauen-Weltmeisterschaft 2015 und 2017 für eine Rekordsumme von etwa 80 Millionen Euro an das katarische Tochterunternehmen von Al Jazeera beIN Sports verkauft.
Wie auch vor der WM 2015 bestand beIN Sports auf die Satellitenverschlüsselung der Übertragung, um die Exklusivrechte anderer Sender zu schützen. Daher kamen ARD und ZDF für die Übertragung wieder nicht in Frage. Der Pay-TV-Sender Sky, der noch die letzte WM aus Frankreich übertragen hatte, konnte die Rechte diesmal nicht erwerben, ebenso nicht der Streaming-Dienst DAZN.
Am 5. Januar 2017 wurde bekannt, dass die Deutsche Kreditbank (DKB) sich die exklusiven Rechte für Live-Übertragungen im Internet an mehr als 50 Spielen, darunter die der deutschen Nationalmannschaft, gesichert hat. Die Partien waren auf der Website und dem YouTube-Kanal der Bank zu sehen. Einen Tag später teilte die IHF mit, dass von der DKB die Rechte für die DHB-Spiele erworben wurden. Die restlichen Spiele konnten aber auch via Livestream über die DKB empfangen werden, allerdings mit englischem Originalkommentar.
Am 11. Januar 2017 wurde das Eröffnungsspiel zwischen Frankreich und Brasilien mit deutschem Kommentator, Uwe Semrau, übertragen. Auch die Spiele mit deutscher Beteiligung sowie die beiden Halbfinal- und das Finalspiel wurden ebenfalls mit deutschem Kommentar von Markus Götz und Uwe Semrau gezeigt. Der Livestream des ersten deutschen Spiels wurde in der ersten Halbzeit für mehr als 15 Minuten unterbrochen. Laut DKB war dafür der Rechteverwerter beIN Sports verantwortlich. Gleiches geschah beim Halbfinale zwischen Kroatien und Norwegen 3 Minuten vor Ende der Partie.
Im gesamten Turnierverlauf generierte der Livestream über 6 Mio. Aufrufe. Während des Achtelfinals zwischen Deutschland und Katar konnte sogar die Marke von einer Million zeitgleichen Zugriffen überschritten werden. Mit der Übertragung der Handball-WM 2017 per Livestream gewann die DKB den Deutschen Preis für Onlinekommunikation 2017 in der Kategorie „Disruptive Kampagne“.